# Valberg
Pour l’article homonyme, voir Valberg (Nordland).
 (septembre 2024).
Si vous disposez d'ouvrages ou d'articles de référence ou si vous connaissez des sites web de qualité traitant du thème abordé ici, merci de compléter l'article en donnant les références utiles à sa vérifiabilité et en les liant à la section « Notes et références ».
Valberg [valbɛʁɡ] est une station de sports d'hiver située sur les communes de Guillaumes et de Péone dans le département des Alpes-Maritimes (région Provence-Alpes-Côte d'Azur), dans le Haut Pays niçois. 
La station est localisée dans la zone géographique des Alpes du Sud, et s'étend du massif du Mont Mounier (2 817 m), au nord, à celui du Dôme de Barrot (2 136 m), au sud. Elle s'allonge sur deux kilomètres en adret, à 1 700 m d’altitude, entre vallée du Haut-Var à l’ouest et vallée du Haut-Cians à l’est. Sa partie urbanisée est située essentiellement sur la commune de Péone.

## Toponymie
Le nom de Valberg vient de « Val » pour les 3 vallées qui l’entourent (Cians, Haute Vallée du Var et Tuébi) et « Berg » pour les bergians (bergers).[réf. nécessaire]

## En hiver

### Domaine skiable
La station de Valberg, ouverte en 1936[réf. souhaitée], dont le domaine skiable est relié à celui de Beuil Les Launes, compte 90 km de pistes de ski alpin, s'étirant entre 1 500 et 2 027 mètres d'altitude à la cime du Faux-Raton. 85 % du domaine de Valberg est équipé de 400 canons à neige produisant de la neige artificielle biologique assurant, en cas de besoin, un enneigement des principales pistes ; ce qui est essentiel pour faire face aux années à faible enneigement, telles que la saison 2011-2012. 
Le domaine skiable (y compris celui de Beuil) compte 56 pistes de ski alpin, 3 pistes de ski de fond et 23 remontées mécaniques dont 7 télésièges ; soit 12 vertes, 10 bleues, 28 rouges et 6 noires, ainsi que les 2 pistes rouges de 12 km chacune et l'unique piste bleue de 1 km destinées au ski de fond.
Depuis la saison 2006-2007, la station délivre  aux skieurs des forfaits sous la forme de cartes électroniques (Valberg a été la première station des Alpes du Sud à user de ce dispositif).
La station de Valberg dispose de circuits de randonnée, notamment sur la commune de Beuil, où les randonneurs peuvent parcourir les parties du domaine skiable librement. Il existe quatre circuits de randonnée destinés aux raquettes à neige, au nord de la station. D'abord, les deux au départ du parking du Golf, situé à 1750 mètres d'altitude. Celui du domaine du golf proprement dit, de 100 m de dénivelé et balisé, permet d'accéder par l'ouest au petit sommet du Chastellan (1856 m) puis de le contourner par le sud pour revenir directement au parking, à moins qu'on ne préfère revenir par le même chemin qu'à l'aller qui est, en été, la route intérieure du golf. Ensuite, vers le nord, le circuit de 220 m de dénivelé jusqu'à la Crête-de-la-Maure puis à la Tête-de-Charnay (1 972 m) qu'on peut prolonger jusqu'au hameau de La Colle. Et, un peu plus au nord, deux circuits au départ du Col-de-l'Espaul à 1748 mètres d'altitude. Celui, aller-retour sans dénivelé, vers le lac de Beuil (1739 m) et celui, à forte pente sur 150 m de dénivelé, monte directement jusqu'à La-Tête-du-Garnier (1 906 m), dont on peut redescendre soit par le chemin aller, soit par le sud-ouest vers le lac de Beuil, soit vers le nord-est pour rejoindre la route forestière du Bois-du-Garnier qui nous ramène au Col-de-l'Espaul. Ces circuits pouvant être réalisés à pied, en dehors de la période hivernale, hormis celui du Golf réservé l'été à la pratique de ce sport.

### Pistes
Le domaine skiable de Valberg est divisé en plusieurs secteurs : Garibeuil, Croix du Sapet, Tête du Sapet, les Éguilles, Dreccia, Pra Brûlé, Beuil et les Launes :

| Nom                | Niveau |
| ------------------ | ------ |
| Gentianes          | verte  |
| Chemin des Fouines | verte  |
| Liaison Vasson     | verte  |
| Myosotis           | bleue  |

| Nom          | Niveau |
| ------------ | ------ |
| Joubarbes    | bleue  |
| X-Campanules | rouge  |
| Cytises      | rouge  |
| Campanules   | rouge  |
| Soldanelles  | rouge  |
| Clos de Maty | bleue  |
| Violettes    | rouge  |
| Anémones     | rouge  |
| Lys martagon | rouge  |

| Nom            | Niveau |
| -------------- | ------ |
| Vallée blanche | rouge  |
| Genêts         | rouge  |
| Jean Pazzi     | noire  |
| Crêtes         | verte  |
| Chardons       | rouge  |

| Nom                      | Niveau |
| ------------------------ | ------ |
| Framboises               | rouge  |
| Combe Sainte-Marie       | bleue  |
| Centaurées               | verte  |
| X-Tony                   | rouge  |
| La Noire                 | noire  |
| Tony                     | rouge  |
| Lupins                   | bleue  |
| Liaison Éguilles-Dreccia | verte  |

| Nom                  | Niveau |
| -------------------- | ------ |
| Biches               | rouge  |
| Bouquetins           | noire  |
| Face de Dreccia      | rouge  |
| KL                   | rouge  |
| Renards              | bleue  |
| Liaison Dreccia-Tête | verte  |
| Chamois              | noire  |
| Chevreuils           | rouge  |
| Mouflons             | rouge  |

| Nom             | Niveau |
| --------------- | ------ |
| Blanchons       | rouge  |
| Grives          | rouge  |
| Coqs de Bruyère | noire  |
| Lagopèdes       | rouge  |
| Faucons         | rouge  |
| Bartavelles     | rouge  |
| Aigles          | rouge  |

| Nom             | Niveau |
| --------------- | ------ |
| Serres          | rouge  |
| Géants Rouge    | rouge  |
| Géants Noire    | noire  |
| Pinsons Beuil   | verte  |
| Débutants Beuil | verte  |
| Gros Vallon     | bleue  |

| Nom                  | Niveau |
| -------------------- | ------ |
| Cailles              | rouge  |
| Perdrix              | rouge  |
| Débutants Launes     | verte  |
| Pigeons              | bleue  |
| Mésanges             | bleue  |
| Alouettes            | bleue  |
| Liaison Launes-Beuil | bleue  |
| Pinsons Launes       | verte  |

### Remontées mécaniques
Voici toutes les remontée mécaniques desservant le domaine skiable, triées par secteurs (le nombre mis en indice indique le nombre de places par siège) :

| Nom               | Type          |
| ----------------- | ------------- |
| Tapis Garibeuil 1 | tapis roulant |
| Tapis Garibeuil 2 | tapis roulant |

| Nom                  | Type           |
| -------------------- | -------------- |
| TSF 3 Clos de Maty   | télésiège fixe |
| TSF 4 Vasson         | télésiège fixe |
| TSF 4 Croix du Sapet | télésiège fixe |

| Nom                   | Type           |
| --------------------- | -------------- |
| TK Combe Sainte-Marie | téléski        |
| TSF 3 Cime de Ragès   | télésiège fixe |
| TK de la Tête         | téléski        |

| Nom                                   | Type                 |
| ------------------------------------- | -------------------- |
| TSD 6 des Éguilles                    | télésiège débrayable |
| Télécorde liaison Saint-Jean–Éguilles | télécorde            |

| Nom                | Type           |
| ------------------ | -------------- |
| TK de Cinivières 1 | téléski        |
| TK de Cinivières 2 | téléski        |
| TSF 4 Dreccia 2    | télésiège fixe |

| Nom          | Type           |
| ------------ | -------------- |
| TSF 3 Barzès | télésiège fixe |
| TK Pra Brûlé | téléski        |
| TK du Raton  | téléski        |

| Nom               | Type    |
| ----------------- | ------- |
| TK Les Condamines | téléski |
| TK du Bosquet     | téléski |
| TK de Bellecombe  | téléski |

| Nom                    | Type    |
| ---------------------- | ------- |
| TK des Launes          | téléski |
| TK du Collet de Burles | téléski |
| TK de Saint-Jean       | téléski |
| TK L'Olympic           | téléski |

## En été
En dehors de la période hivernale, la station offre de nombreuses activités, notamment avec le circuit de découverte du Sentier planétaire, le circuit du lac du Sénateur (pêche à la truite), les circuits de randonnée pédestre ou cycliste sur route ou en VTT, notamment celui du Raton et ceux au départ du col de l'Espaul, la luge d'été au Garibeuil, le jardin d'enfants, les deux accrobranches, celui pour les petits et celui pour les grands, une école d'aéromodélisme, les promenades à quad ou à gyropode Segway, à poney pour les petits, à cheval pour les grands et, en été, du canyoning dans les clues du Raton, d'Amen ou du Chaudan… Les promenades, notamment à partir de la station ou à partir du hameau des Launes (vers la Cumba-Clava ou le plateau Saint-Jean) ou bien à partir du col-de-l'Espaul, avec le chemin forestier dans le Bois-de-Garnier, le sentier menant au lac de Beuil et la route conduisant au hameau de La-Colle avec son circuit balisé des marmottes... La visite guidée d'un rucher avec ses abeilles et la découverte d'autres marmottes au lieu-dit « Cumba Clava » au hameau des Launes.
La station dispose d'un important parc des sports attenant à l'avenue de Valberg.  D'ouest en est, celui-ci comprend (1) des terrains de tennis, (2) une grande salle polyvalente (l'espace Mounier) à la fois salle omnisports (volley, hand, basket, gymnastique...) et salle de réunion ou de spectacles, (3) un grand terrain équipé (basket, volley), (3) une piscine chauffée couverte été et hiver, (4) un jardin d'enfants entièrement équipé, (5) depuis 2013 un mini-terrain multisports (foot, hand, basket) et, depuis 2015, (6) un pump-track et (7) un skatepark.
La station dispose également d'un golf à neuf trous, d'un héliport et d'un altiport destiné aux petits avions de tourisme. Certaines remontées mécaniques restent ouvertes l'été pour permettre aux touristes de randonner notamment celle de la Croix-du-sapet.

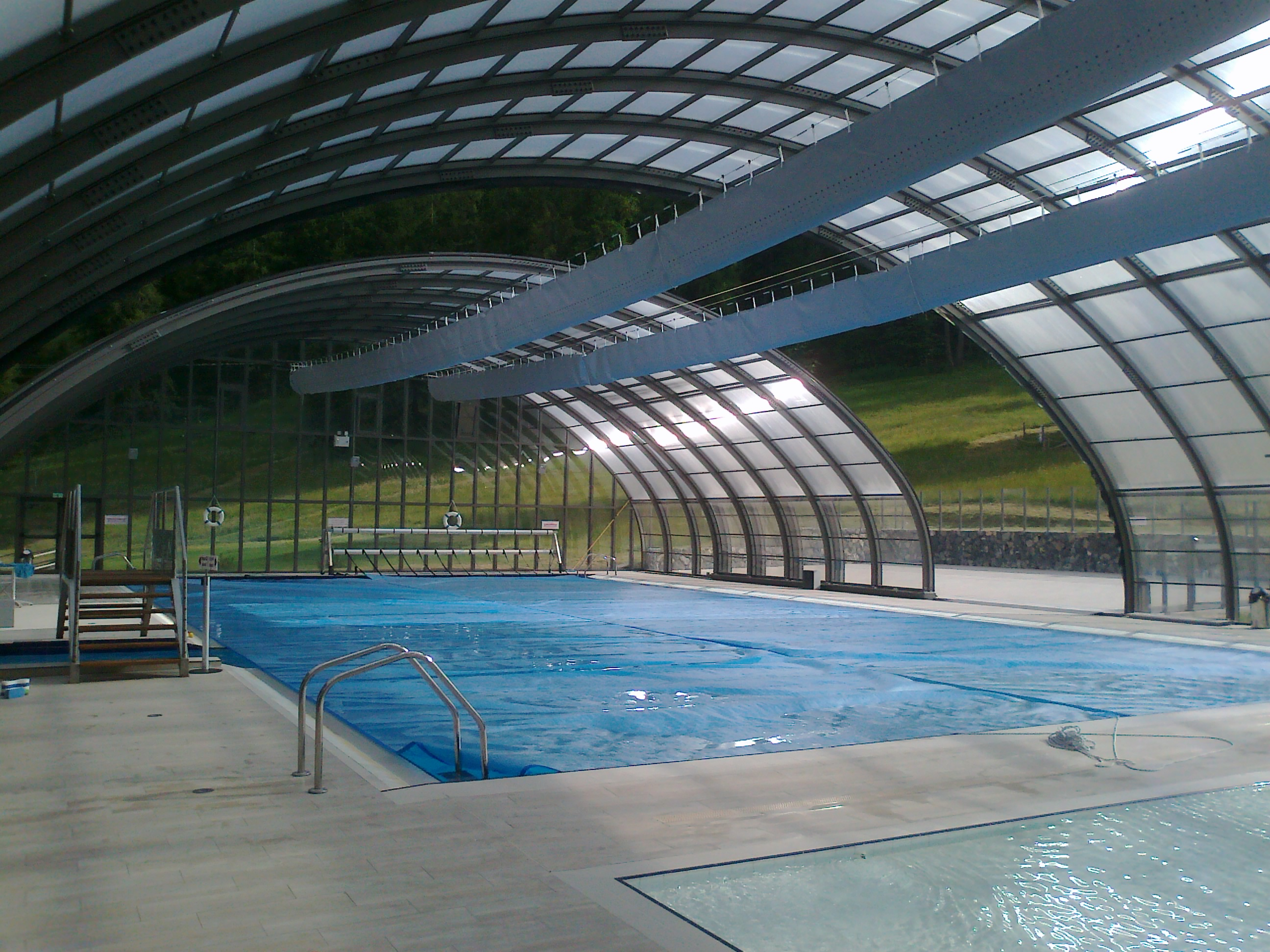
La piscine couverte chauffée été-hiver.
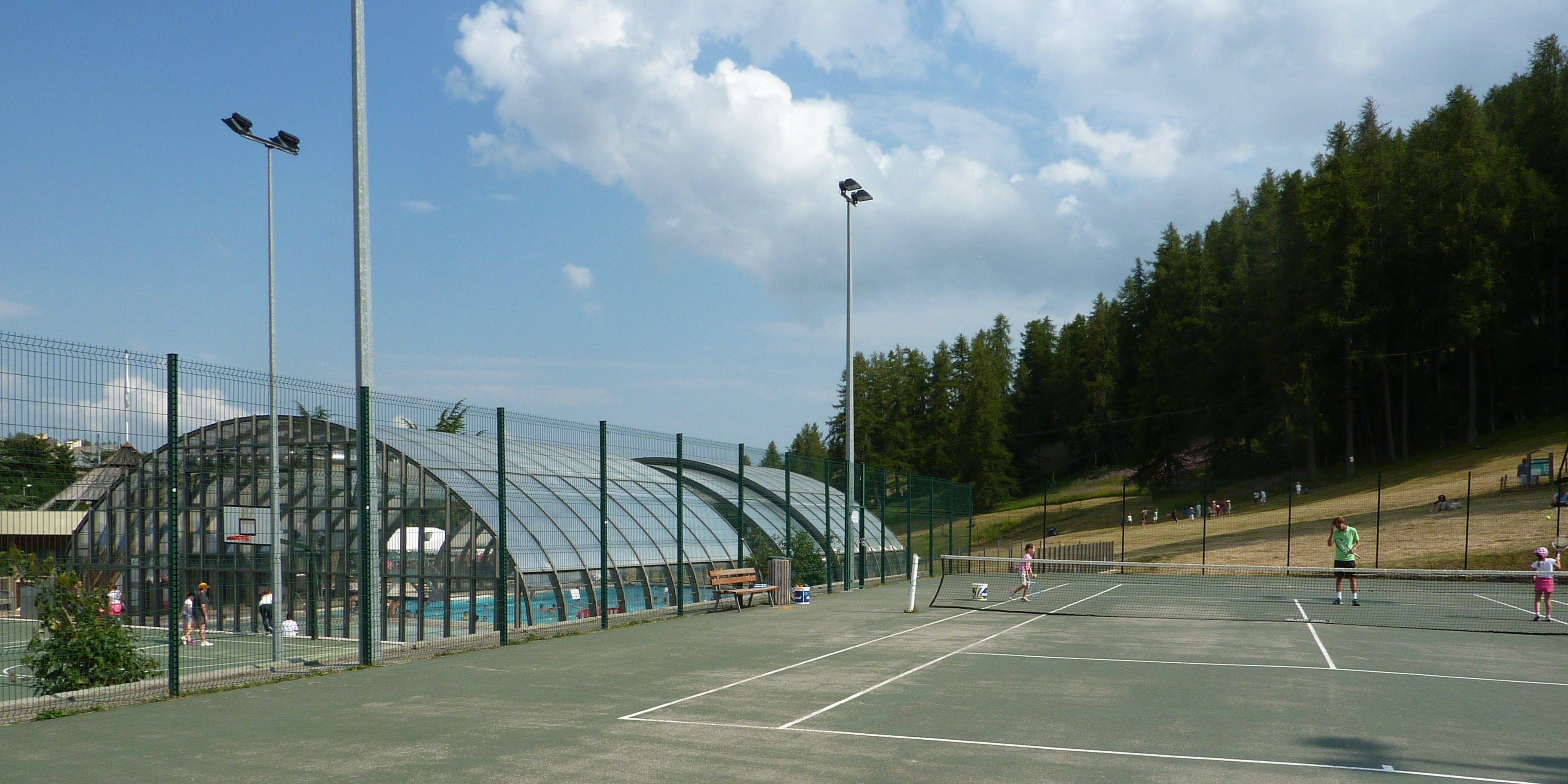
Piscine et un des terrains de tennis.
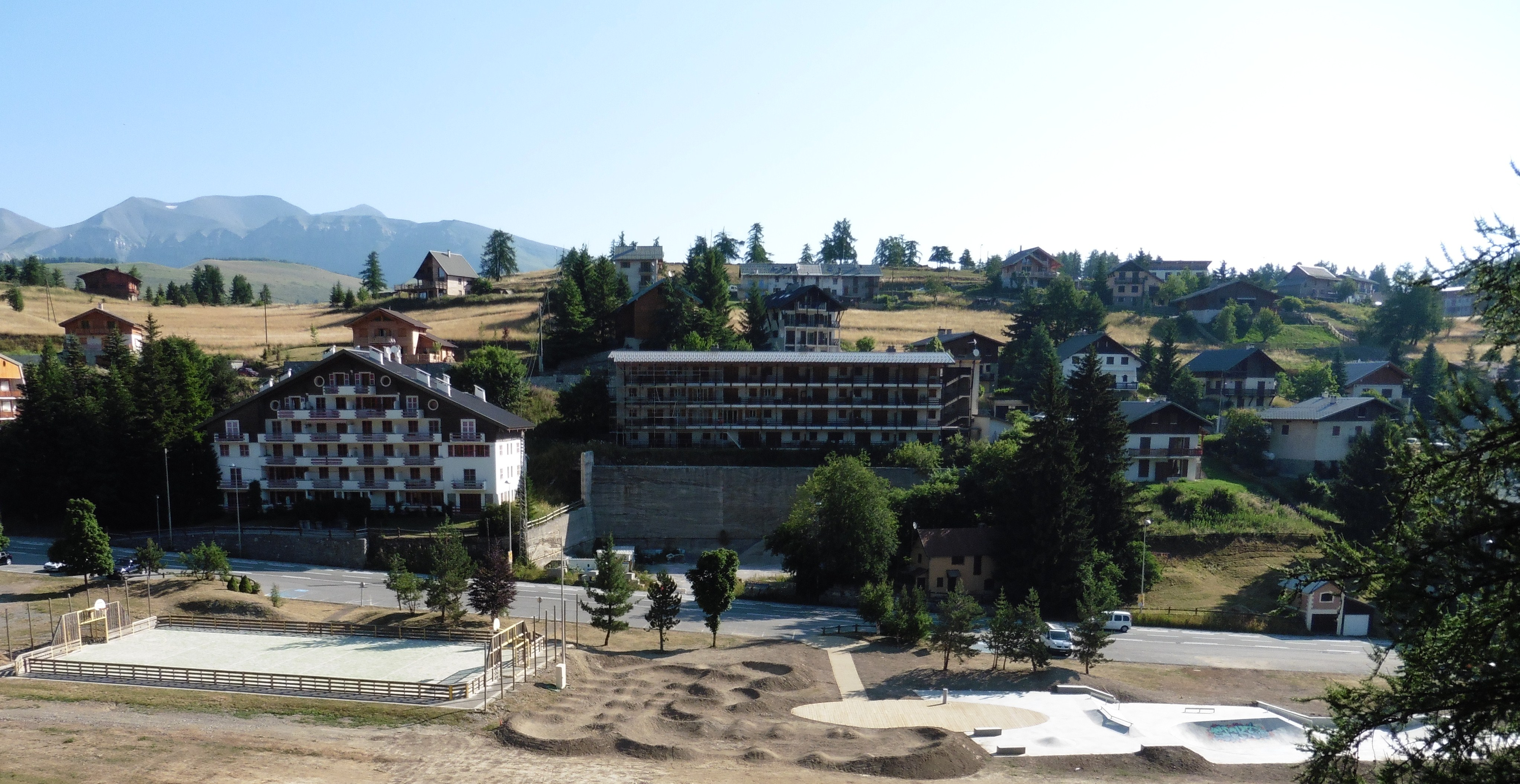
Mini-stade, pump-track et skatepark.
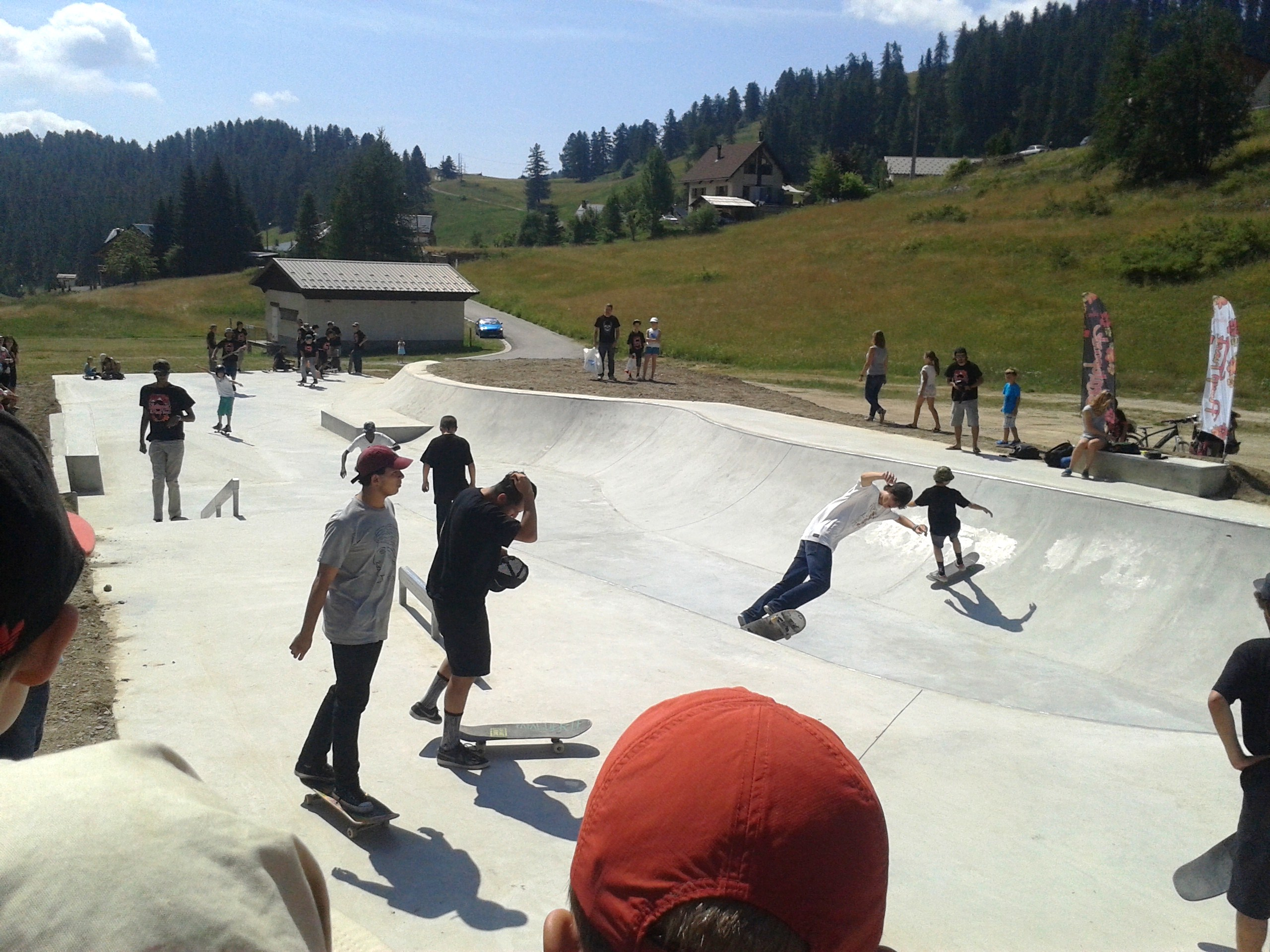
Skatepark inauguré le 11 juillet 2015.
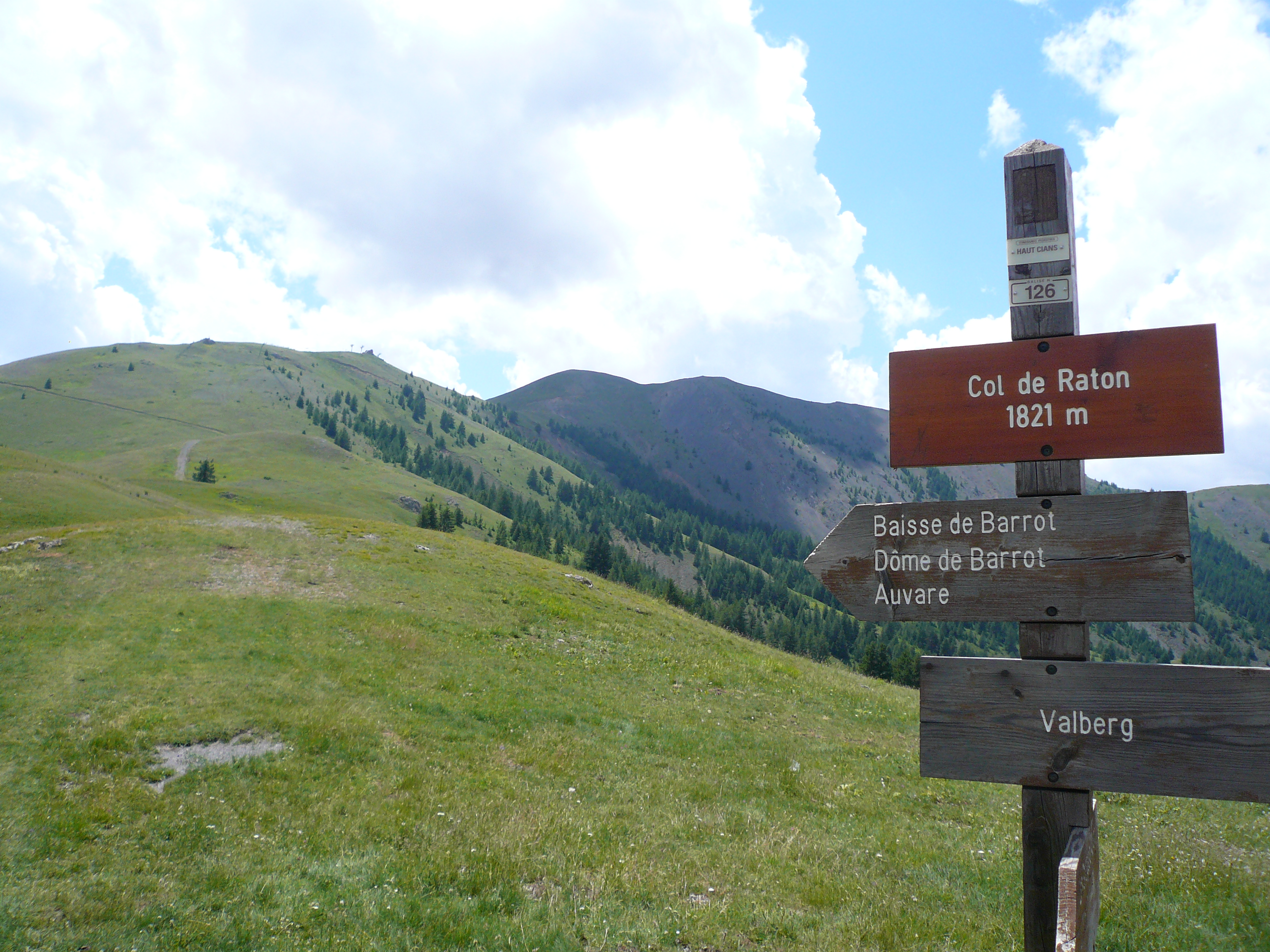
Parcours de randonnée au col de Raton en été.

## Village Alpin
Le centre de Valberg est surnommé « le village » par les résidents car, autour de sa place centrale Charles Ginésy et de sa grande rue piétonne attenante, s'élèvent son centre administratif, la Poste, la banque, l'office du tourisme, la chapelle Notre-Dame-des-Neiges (un peu plus loin),  ainsi que nombre des services, commerces, hôtels et restaurants. Et cette configuration architecturale en fait comme un village à part entière dont la plus grande partie de  l'habitat est située sur le territoire de la commune de Péone. Imposante place centrale Charles Ginésy - occupée en son milieu par un bassin avec jets d'eau - qui est animée toutes les semaines, avec la rue piétonne attenante, par un important marché. Cette rue centrale est notamment bordée au sud-ouest par l'espace ludique du Garibeuil - espace verdoyant rehaussé d'un mélézin - où arrivent les deux pistes de luge d'été desservies par le télésiège. Et espace ludique, point de départ du Sentier Planétaire : sentier de randonnée restituant de manière proportionnelle les distances entre les planètes du Système solaire. Garibeuil qui, en saison hivernale, est le lieu de départ du télésiège et du téléski du même nom comme le lieu d'arrivée des skieurs. Autre spécificité du Garibeuil, il accueille la plupart des événements se déroulant au sein de la station, comme les feux d'artifice, le carnaval et les départs et arrivées des descentes aux flambeaux. Il est alors désigné comme « front de neige ». De ce centre « villageois », on se dirige à l'Est, par l'avenue de Valberg, vers Beuil liée à Valberg (station Beuil-Valberg), et, vers l'Ouest, en partent deux routes, l'une rejoignant Guillaumes et l'autre Péone.

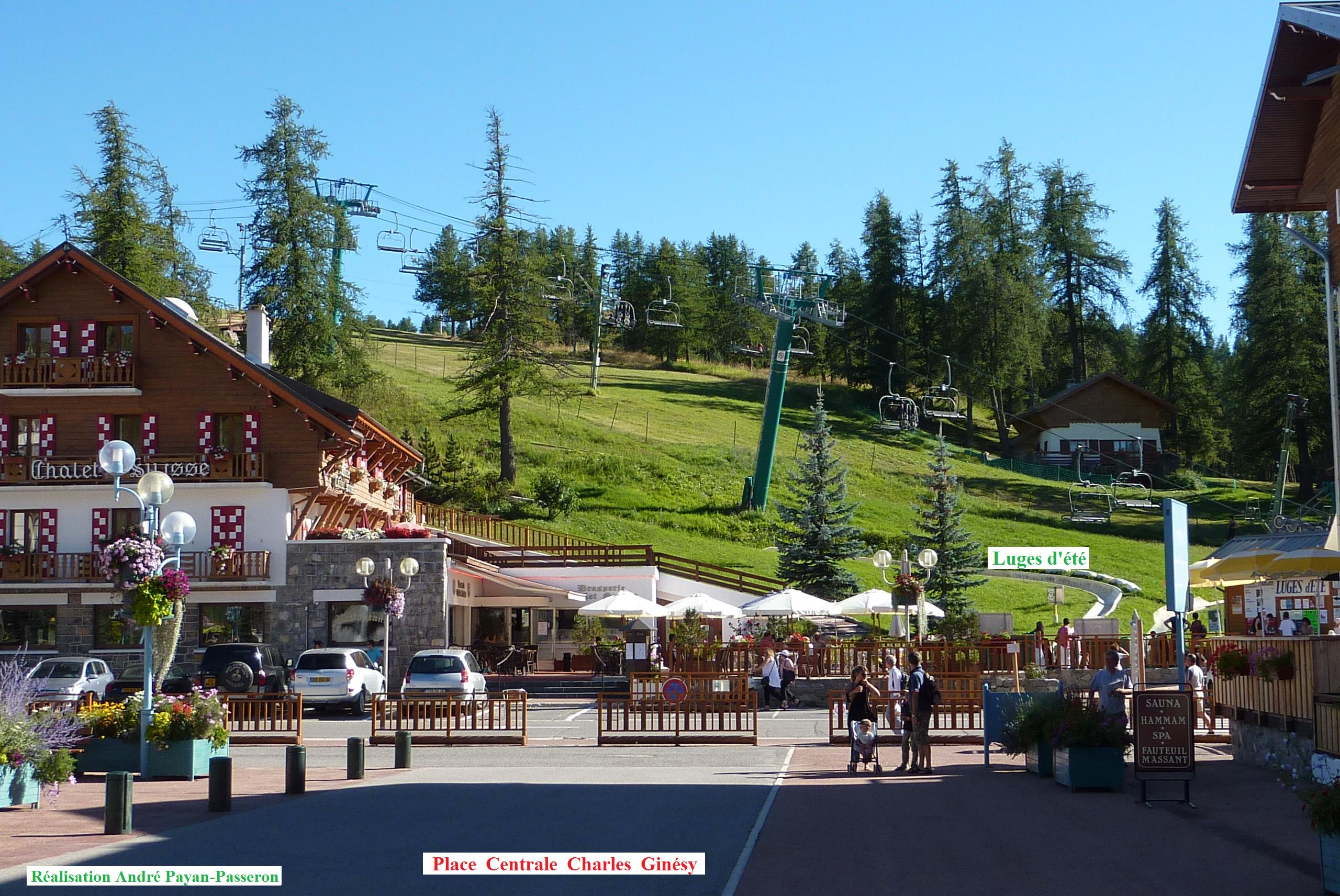
La place centrale Charles Ginésy et le Garibeuil.
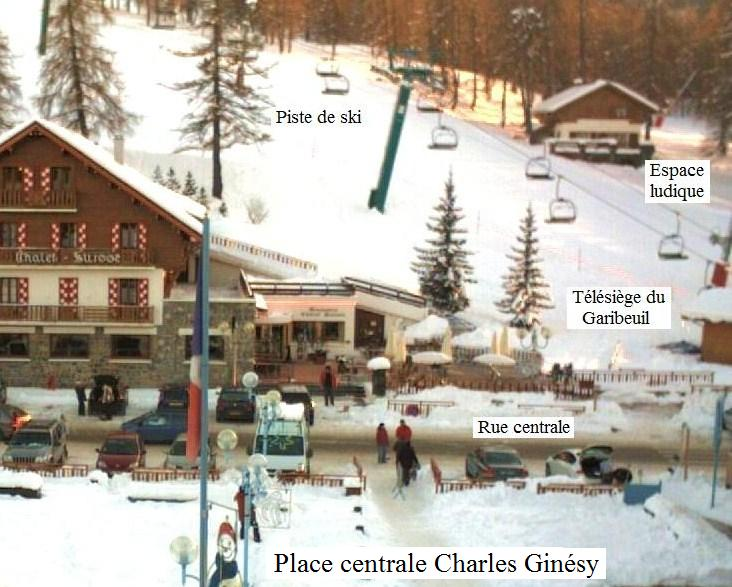
Le même endroit enneigé.
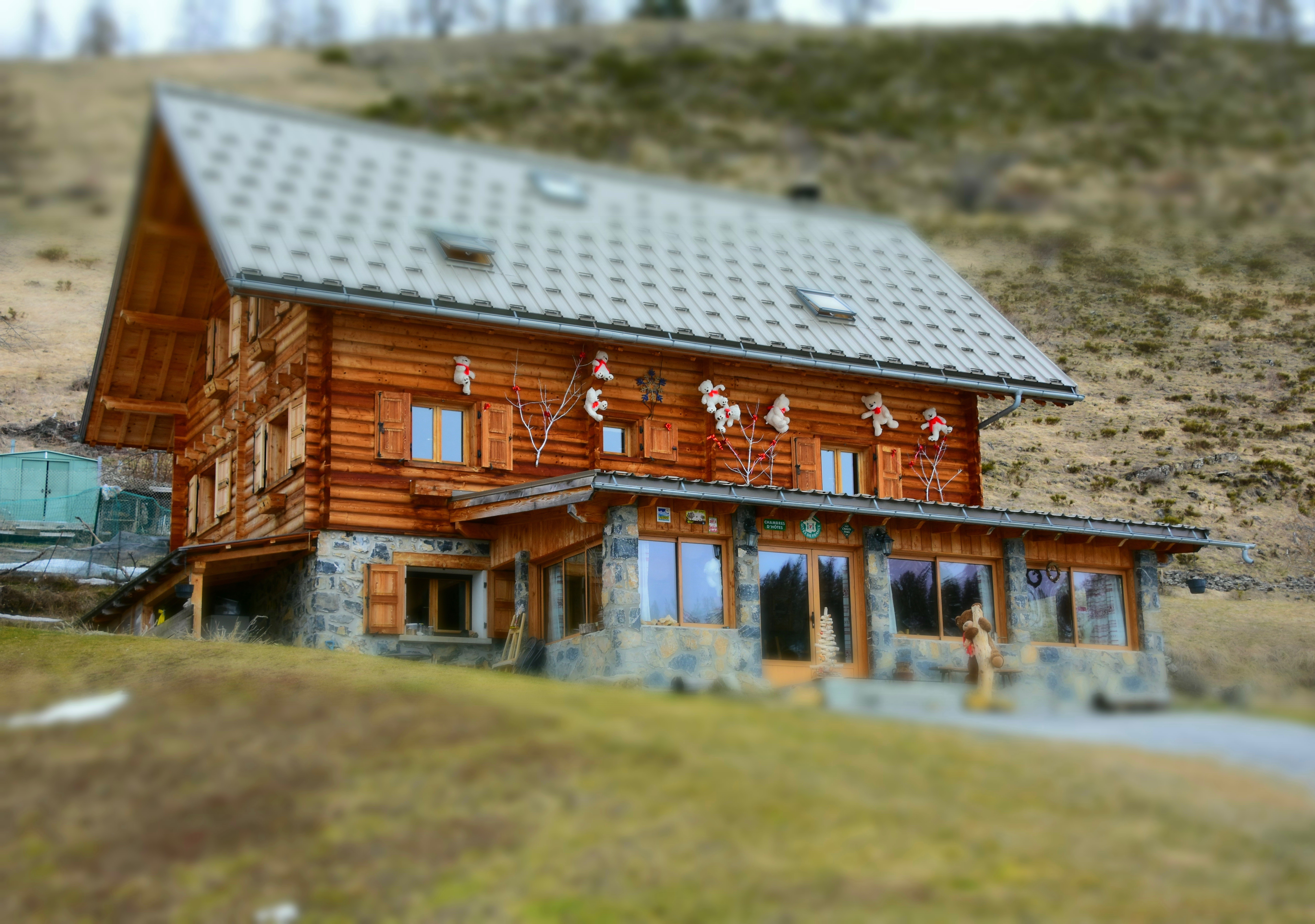
Chalet d'Hôtes Valbergan en bois et pierre

### Architecture
La station poursuit un développement architectural en rénovant d'anciens bâtiments mais aussi avec la construction de nombreux chalets respectueux du style Valbergan (Bois et pierres bleues). Quelques fustes modernes font partie du paysage.

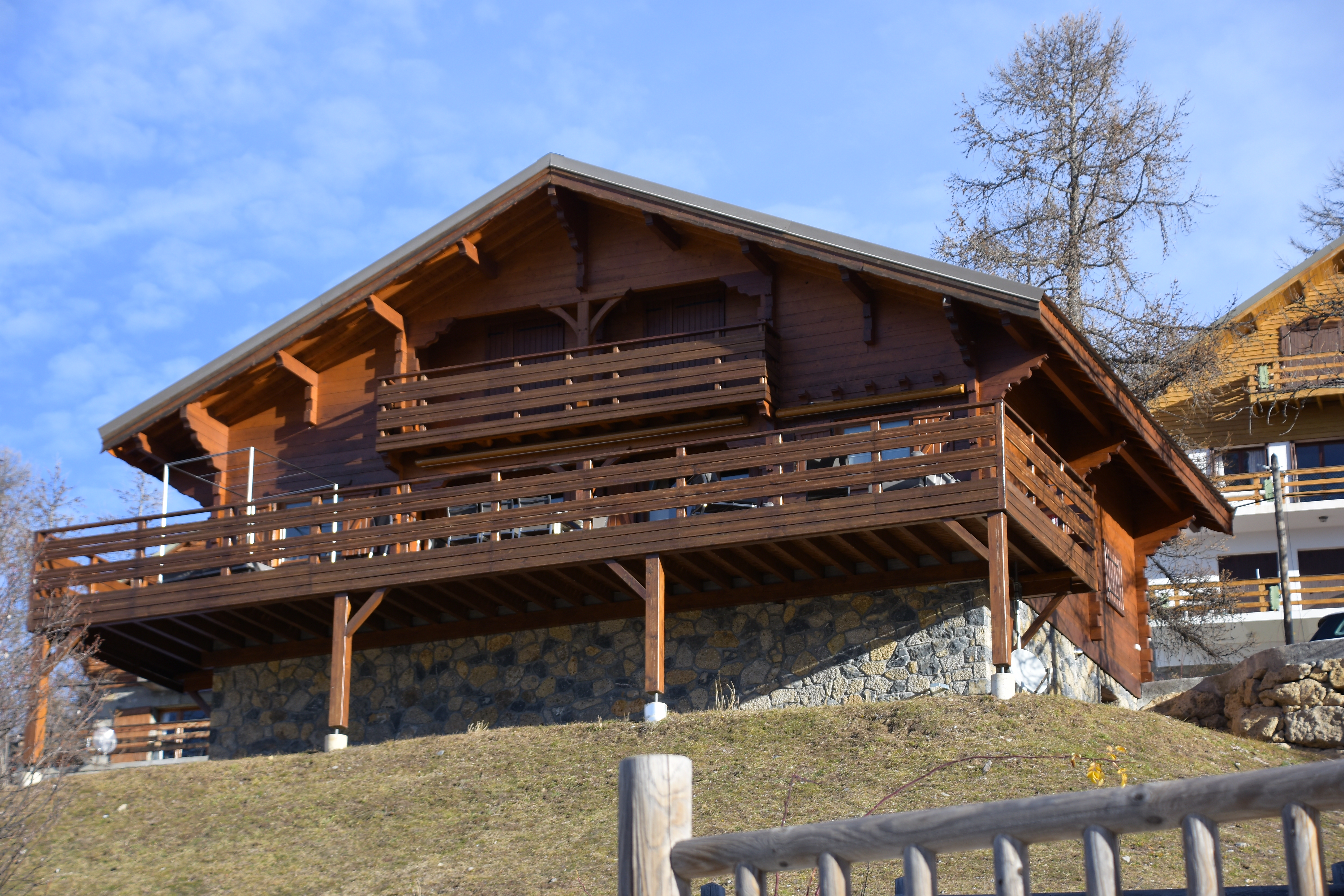
Chalet bois, soubassement en pierre
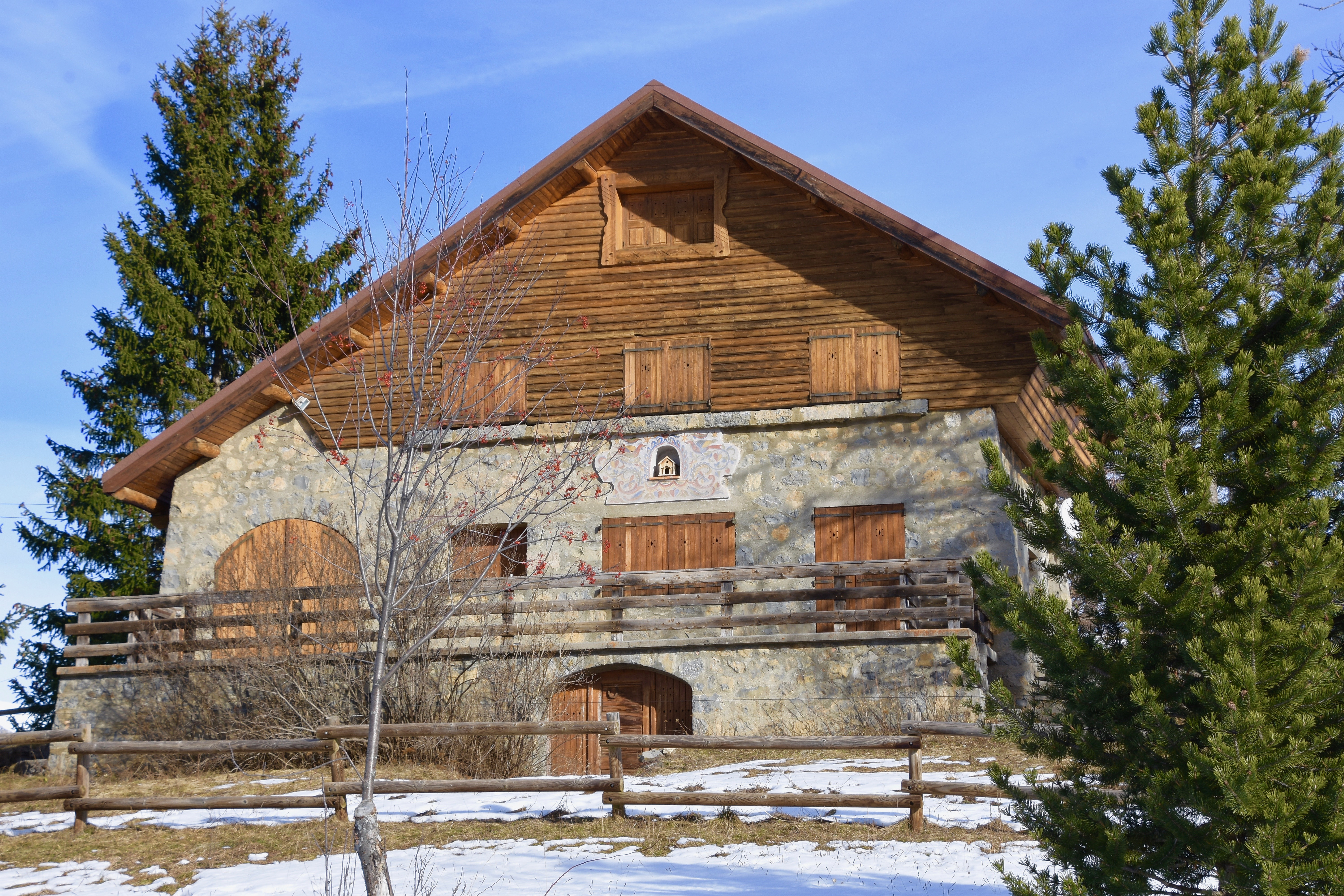
Chalet pierre et bois Ouest du Garibeuil
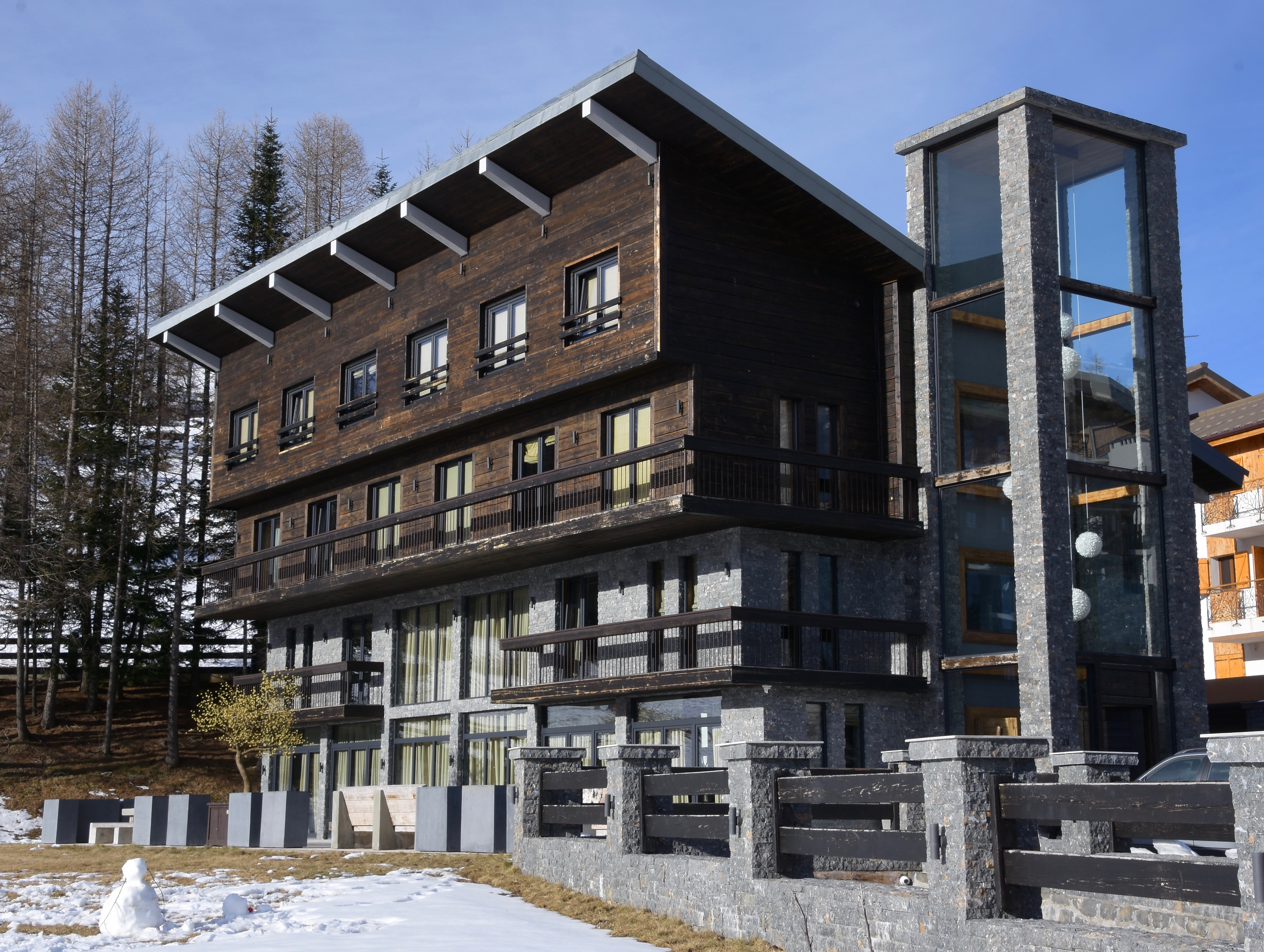
Rénovation de l’hôtel la Clé des champs(construction initiale avant 1970)
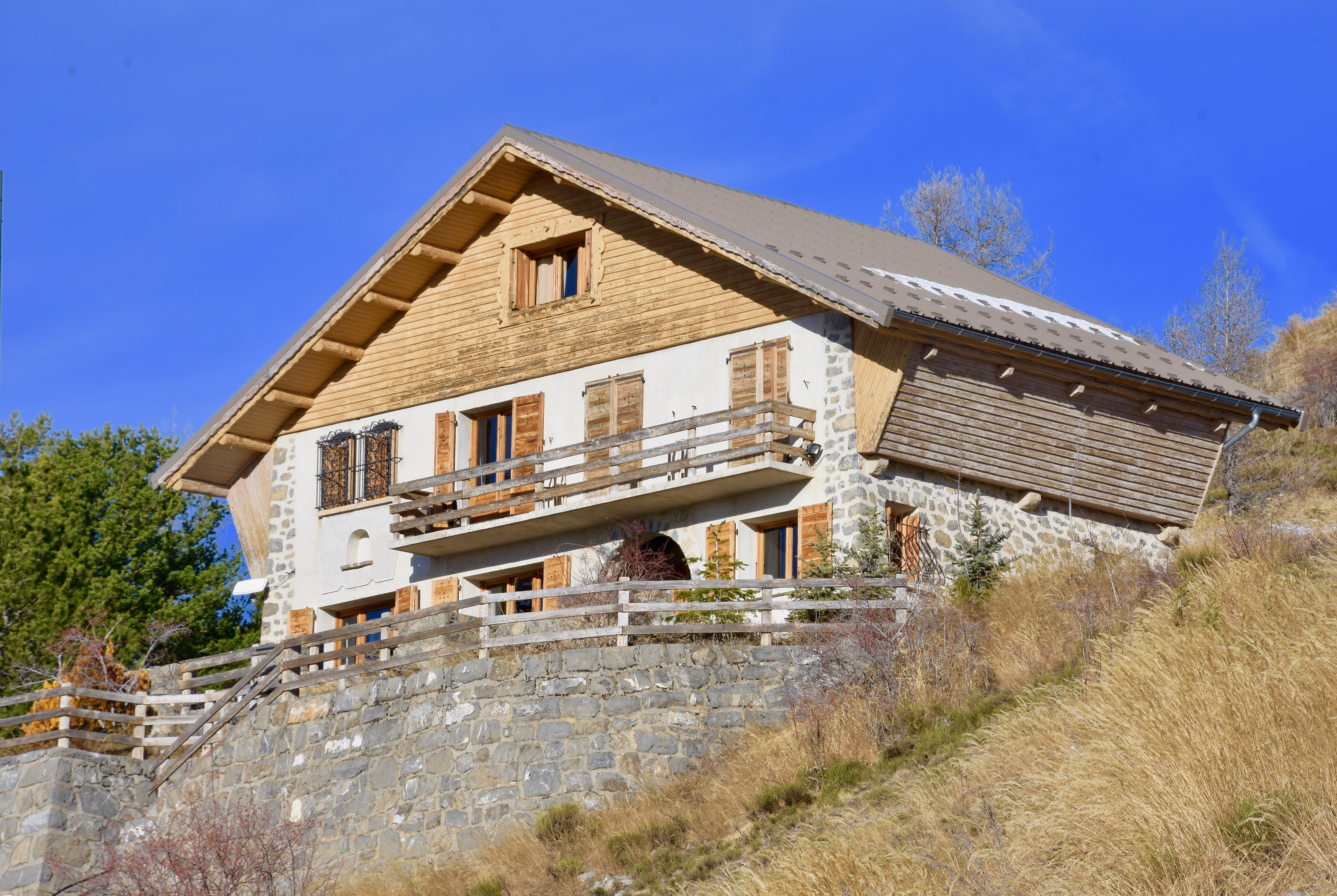
Chalet  dominant Valberg construit avant 1970
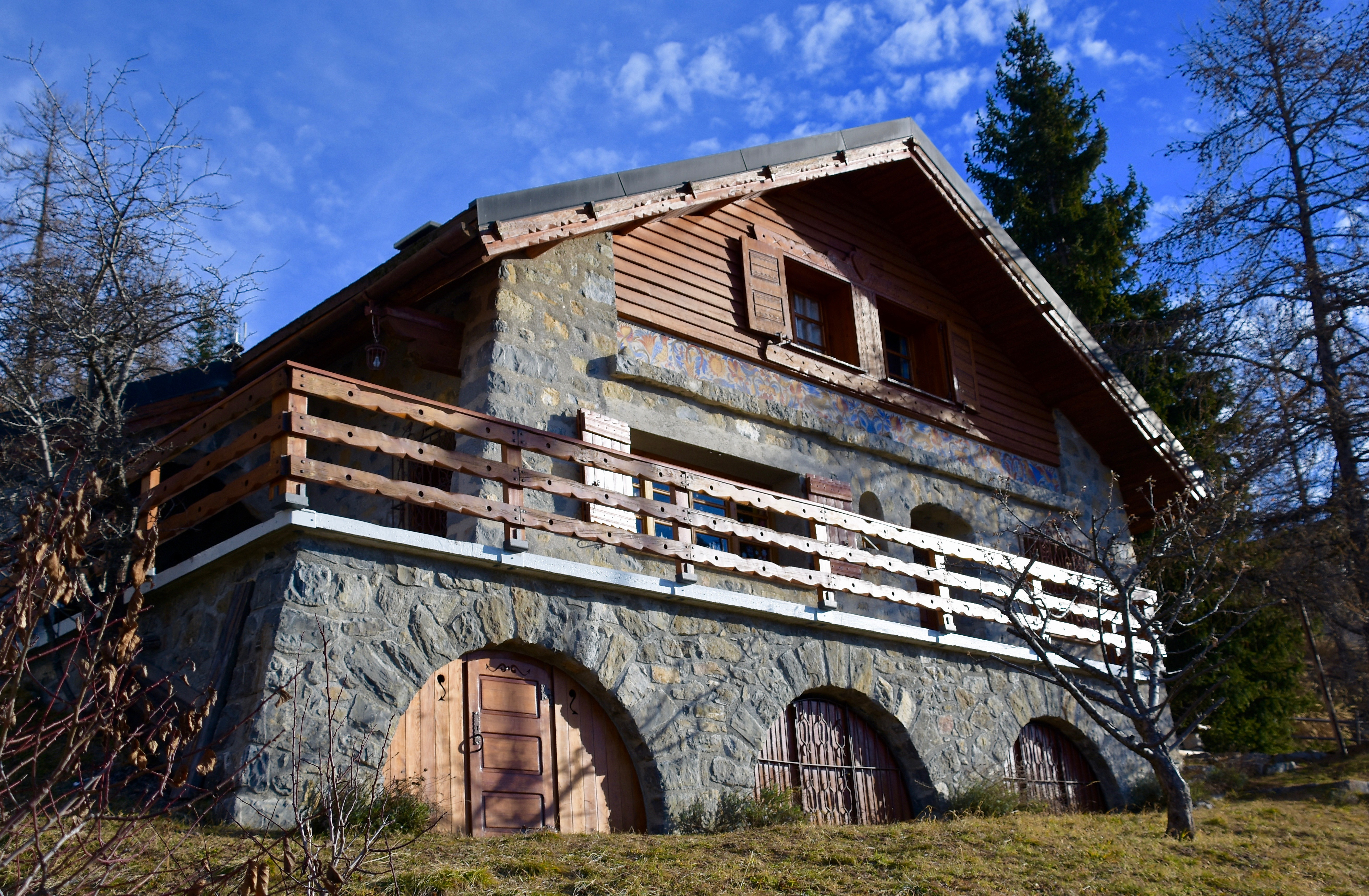
Chalet en pierre Valberg
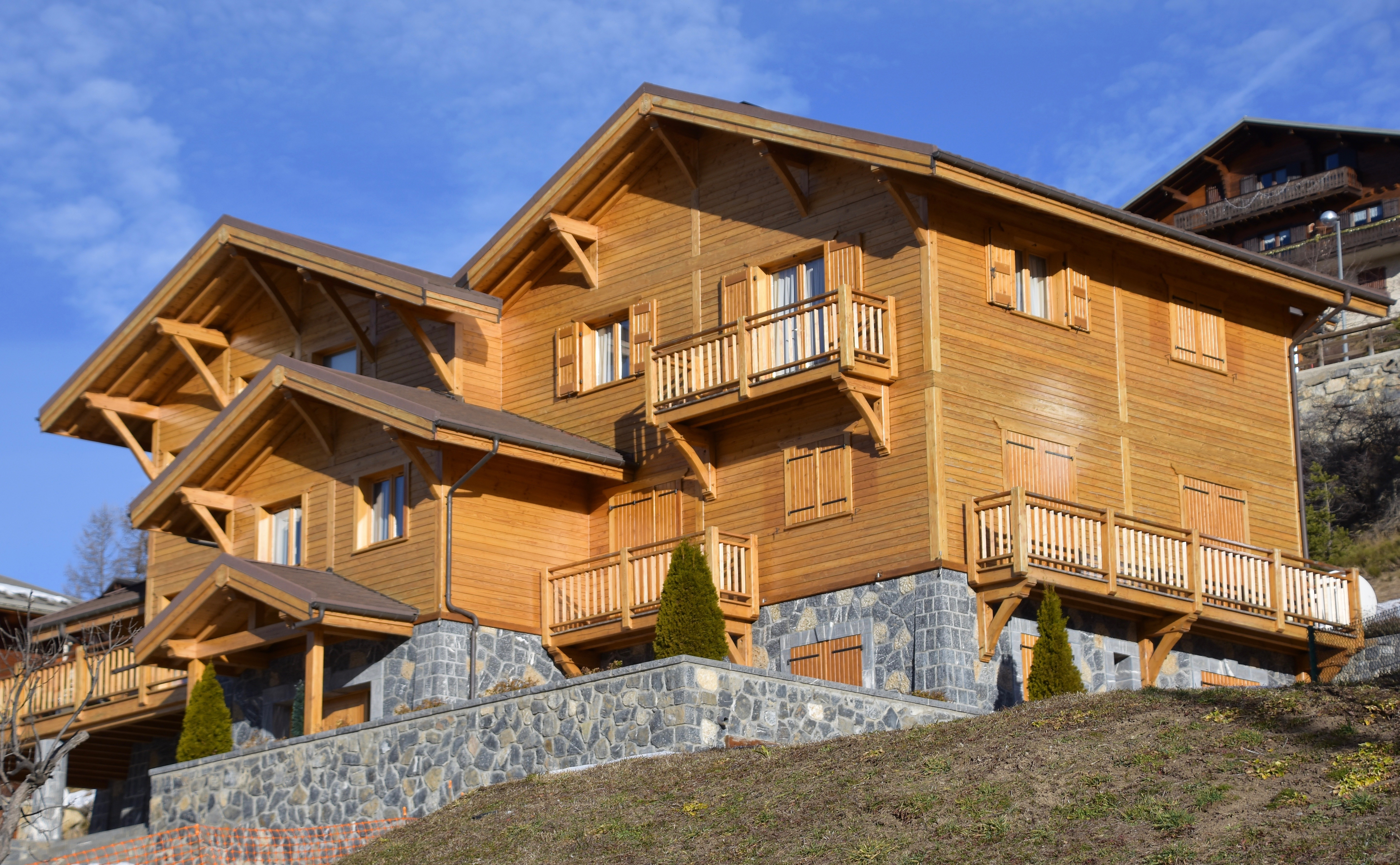
Chalet construction 2018 Valberg bois et pierre
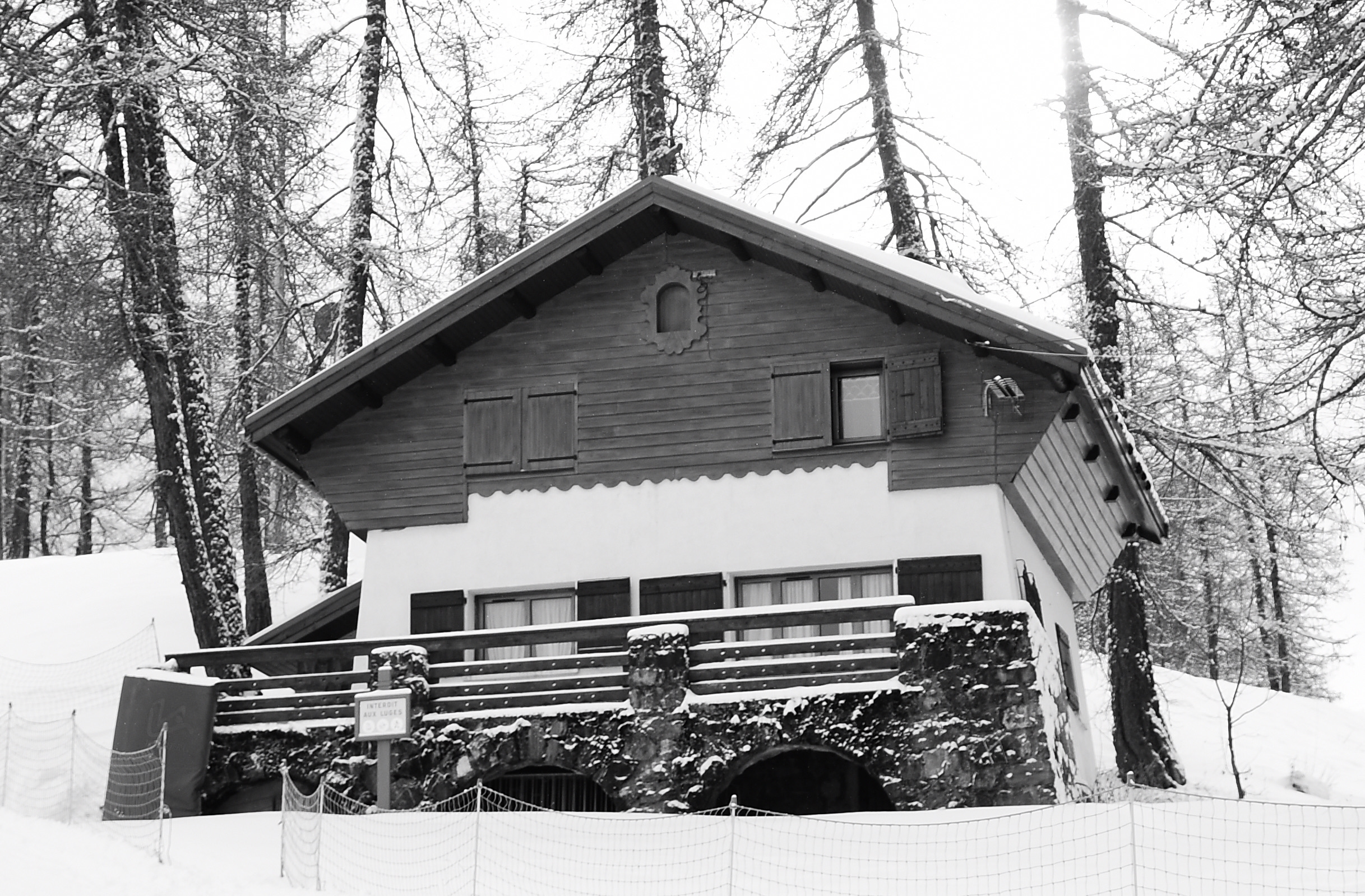
Chalet Valberg
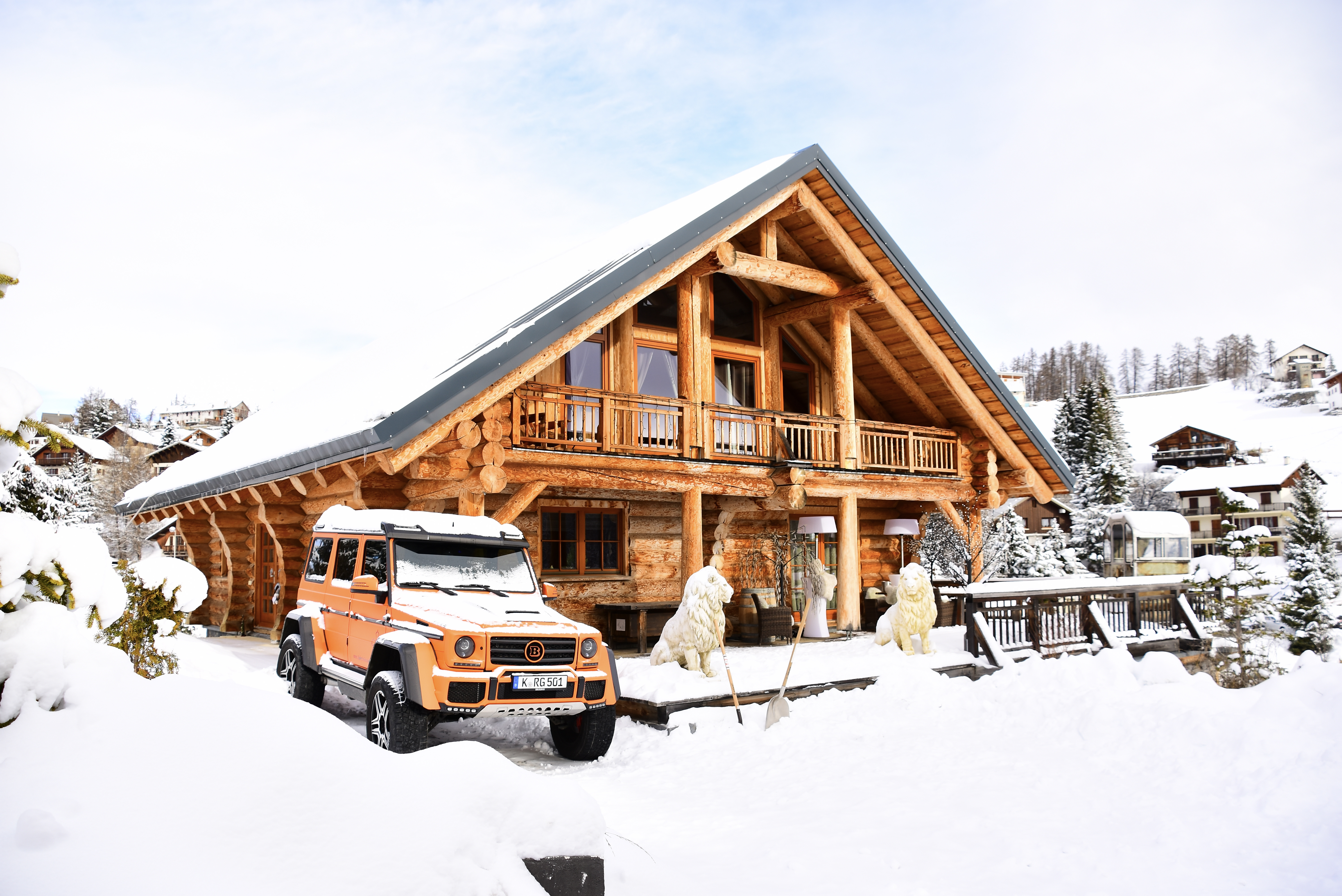
Fuste
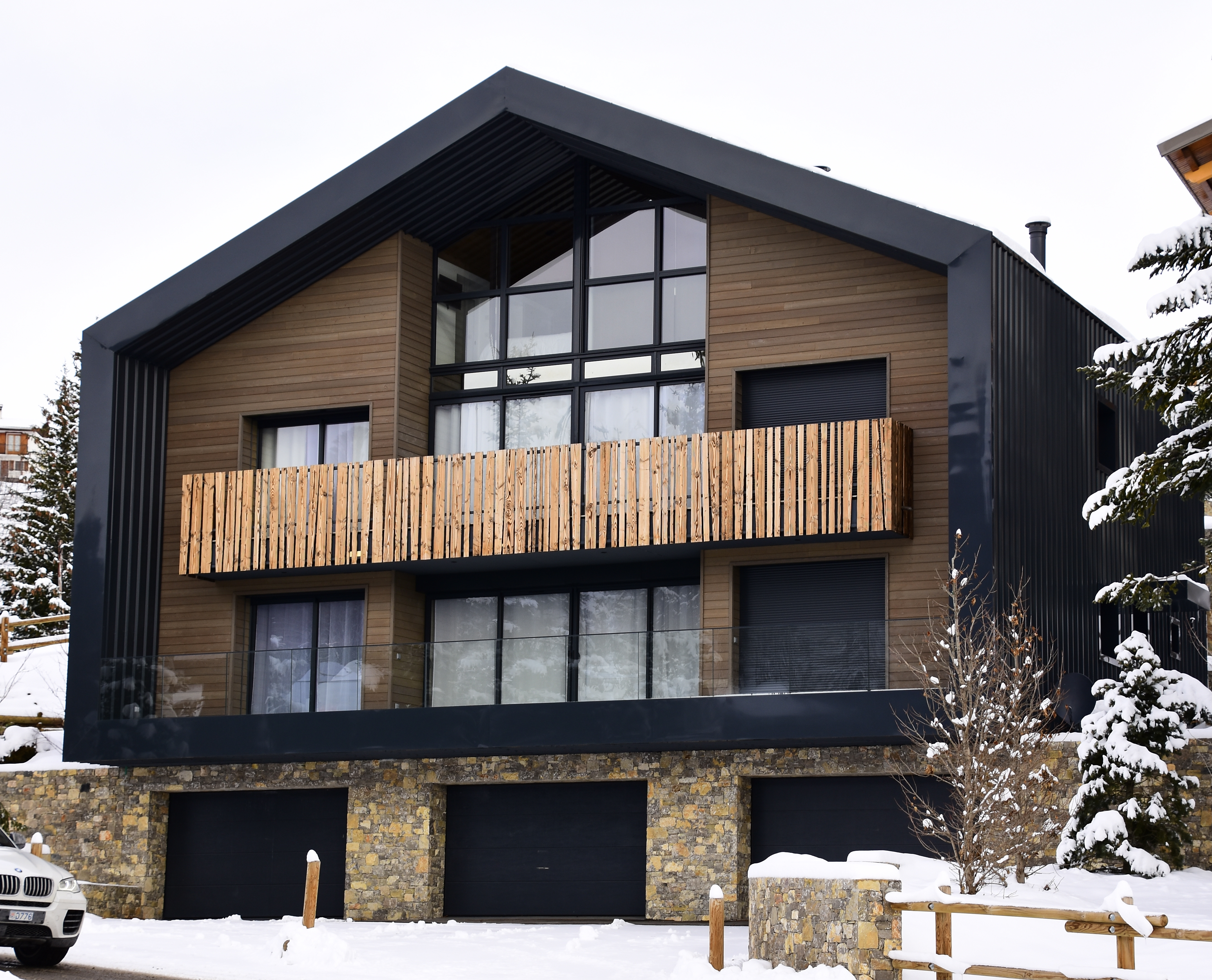
Chalet valberg moderne
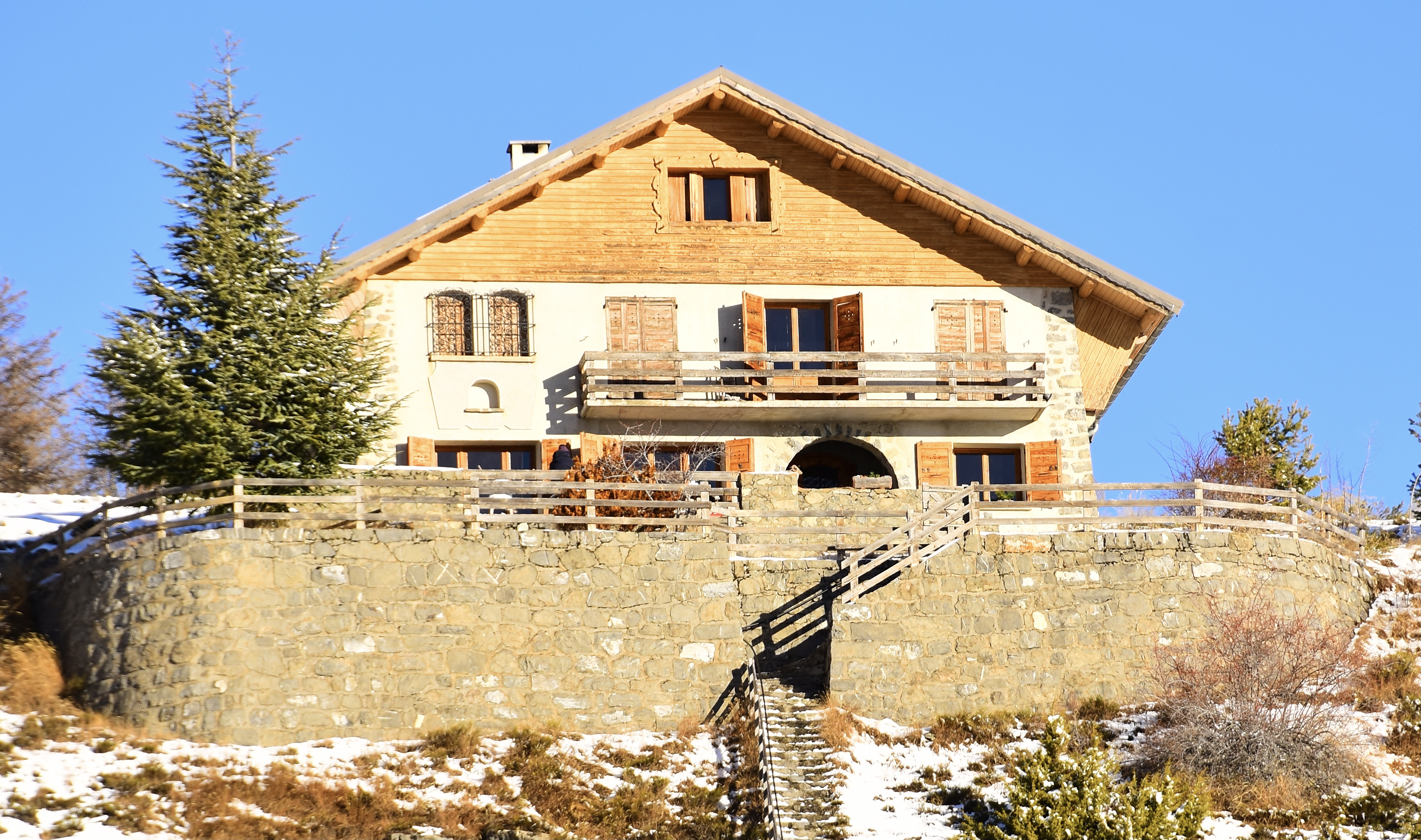
Chalet Valberg pierre et bois

### Le cœur du village
Le cœur du village est remarquable par la présence de bâtiments datant de la construction de la station, mais aussi de fermes.

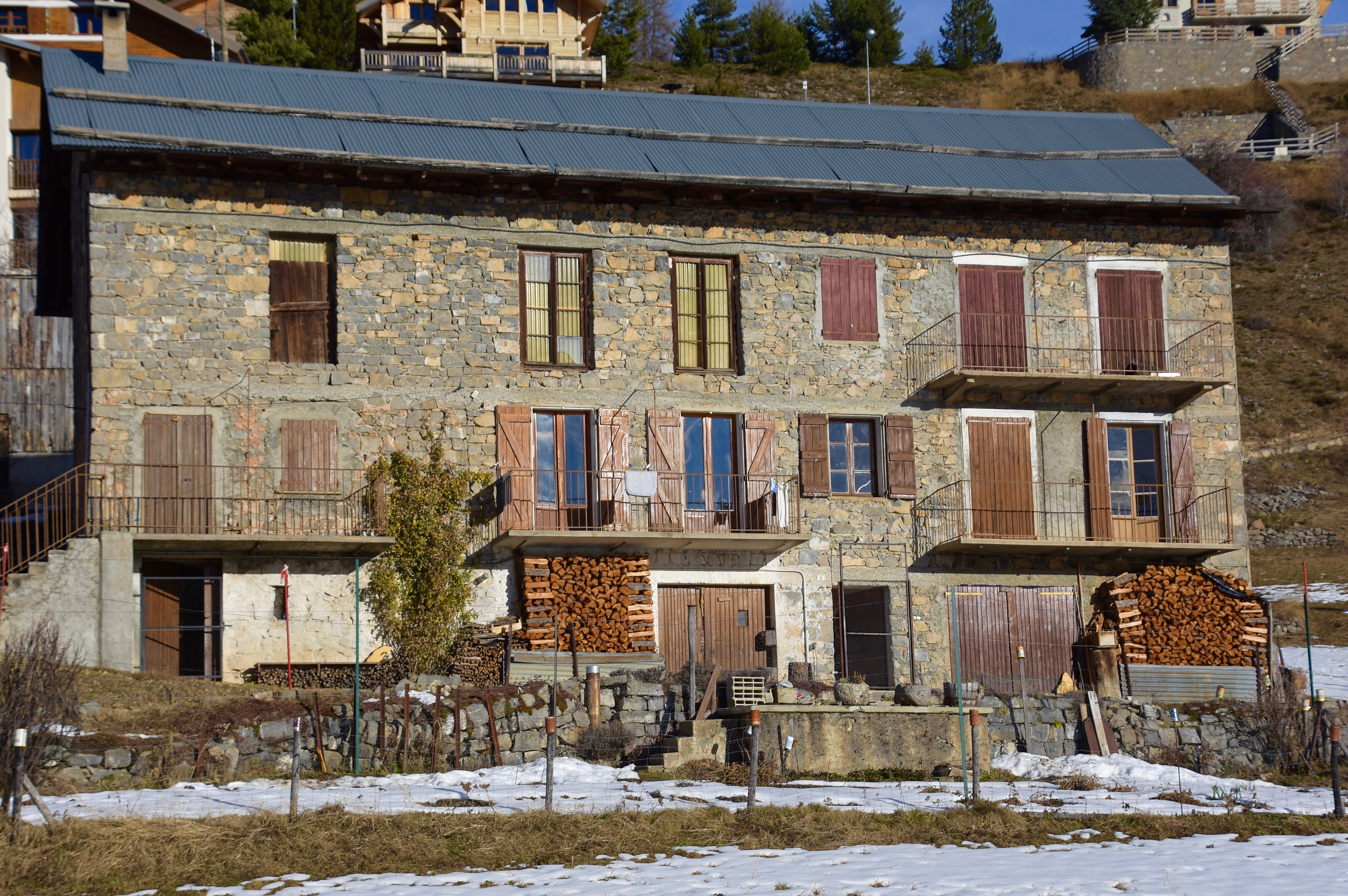
Ancienne maison de village au centre de Valberg
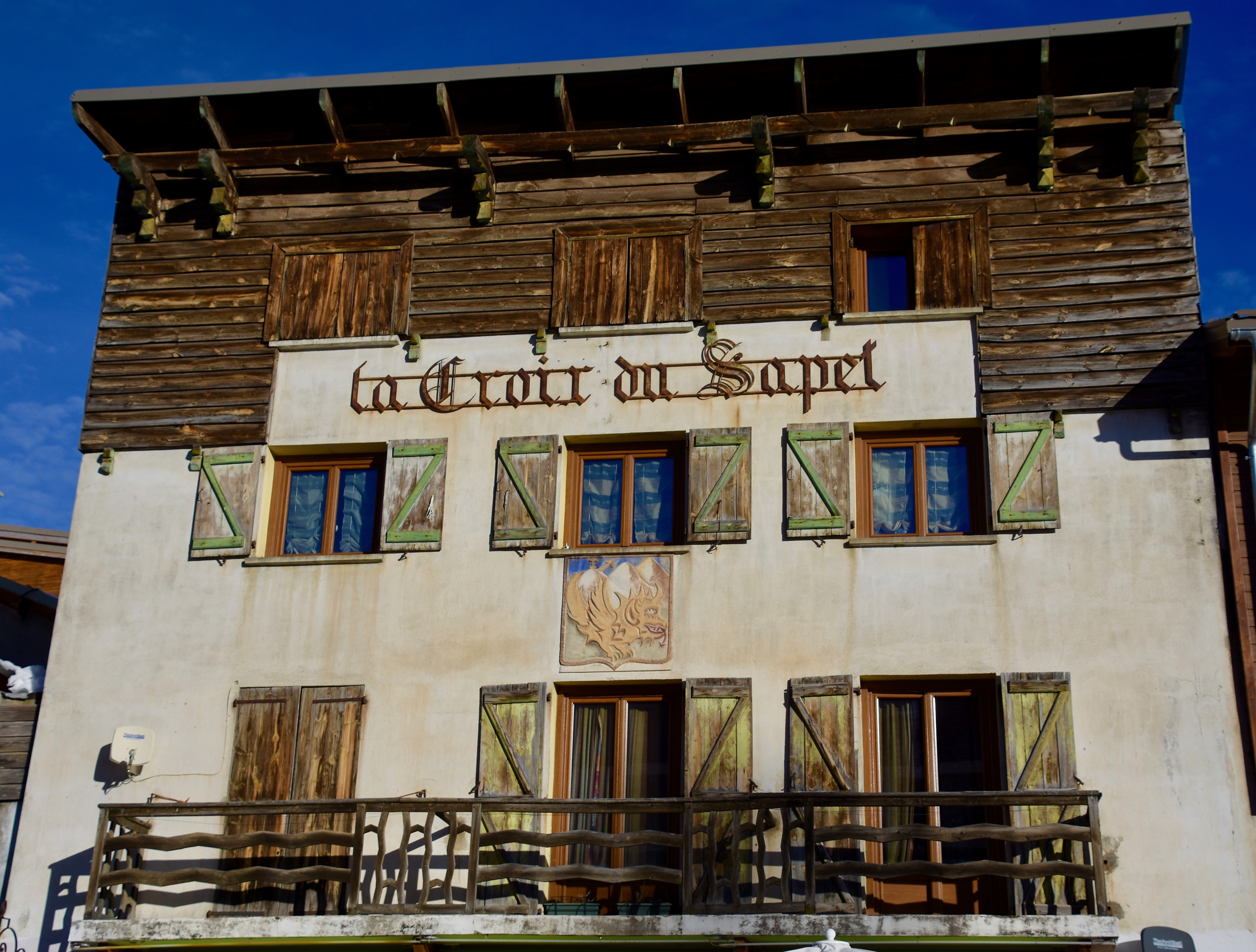
La croix du Sapet sur la place du Village
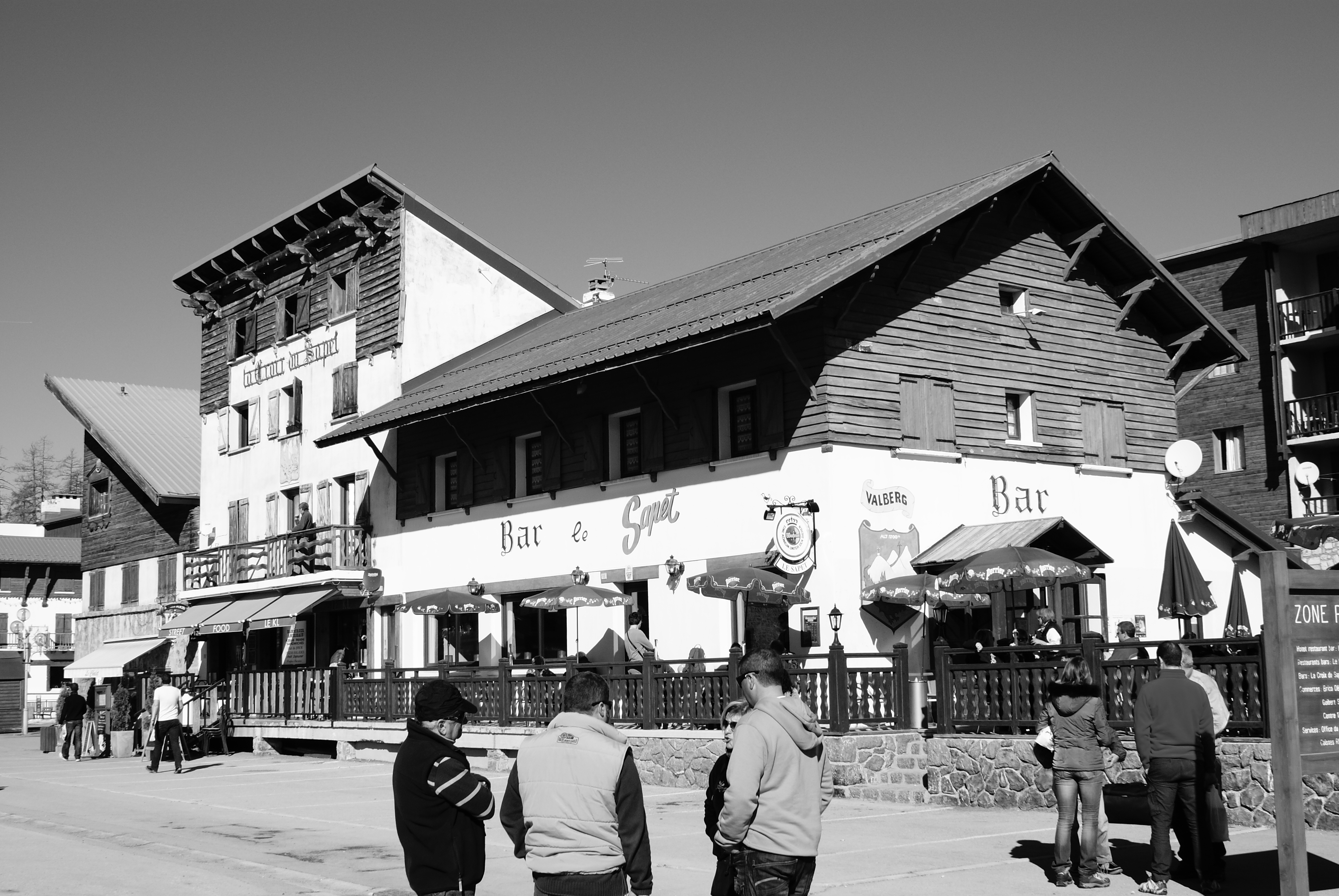
Le bar du Sapet
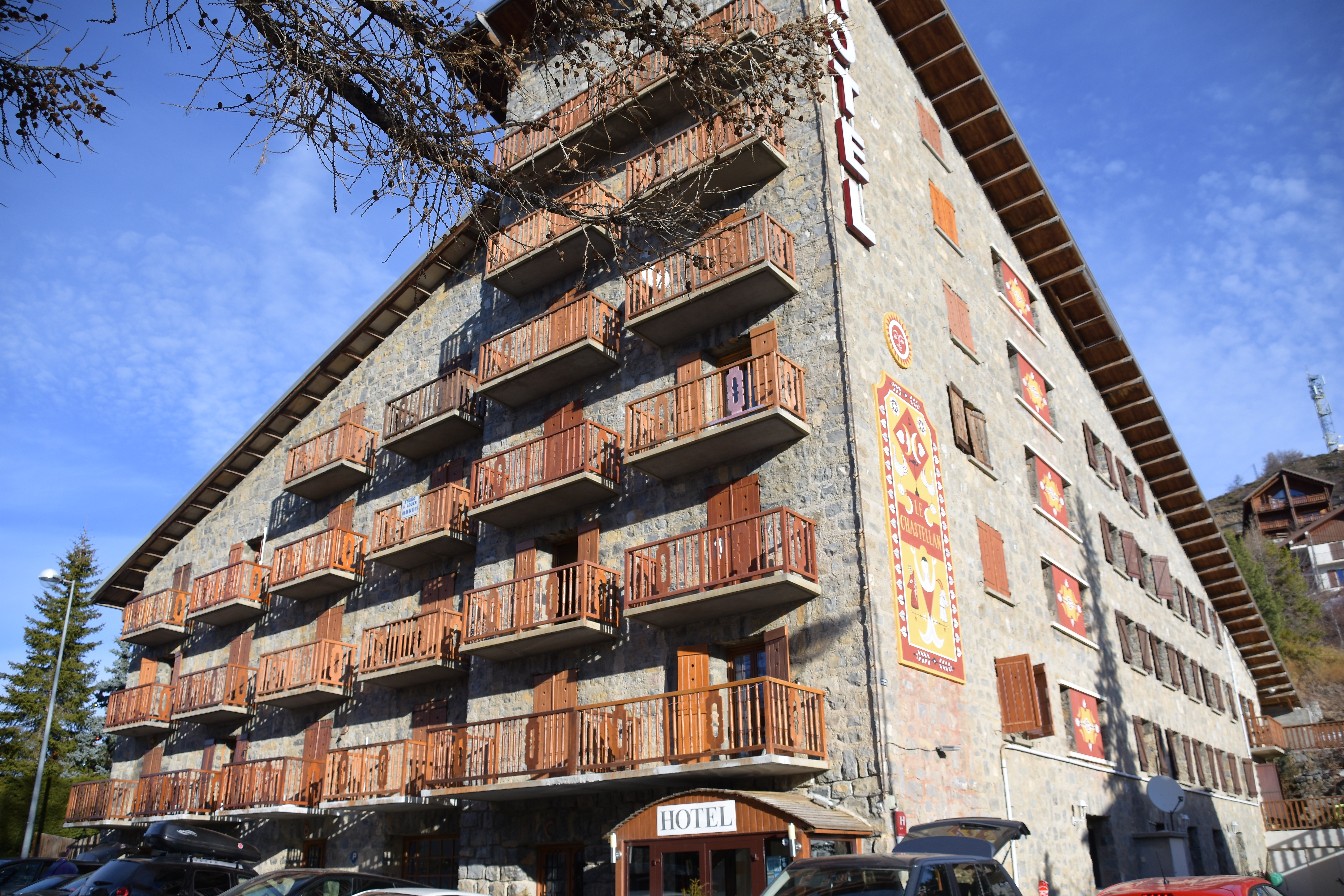
Hôtel le Chastellan

## Compétitions Sportives

### Cyclisme
Valberg a servi d'arrivée à la septième étape du Paris-Nice 1999. Franck Vandenbroucke s'y était imposé.
Cette station a déjà également servi d'arrivée d'étape de la Grande Boucle féminine internationale.

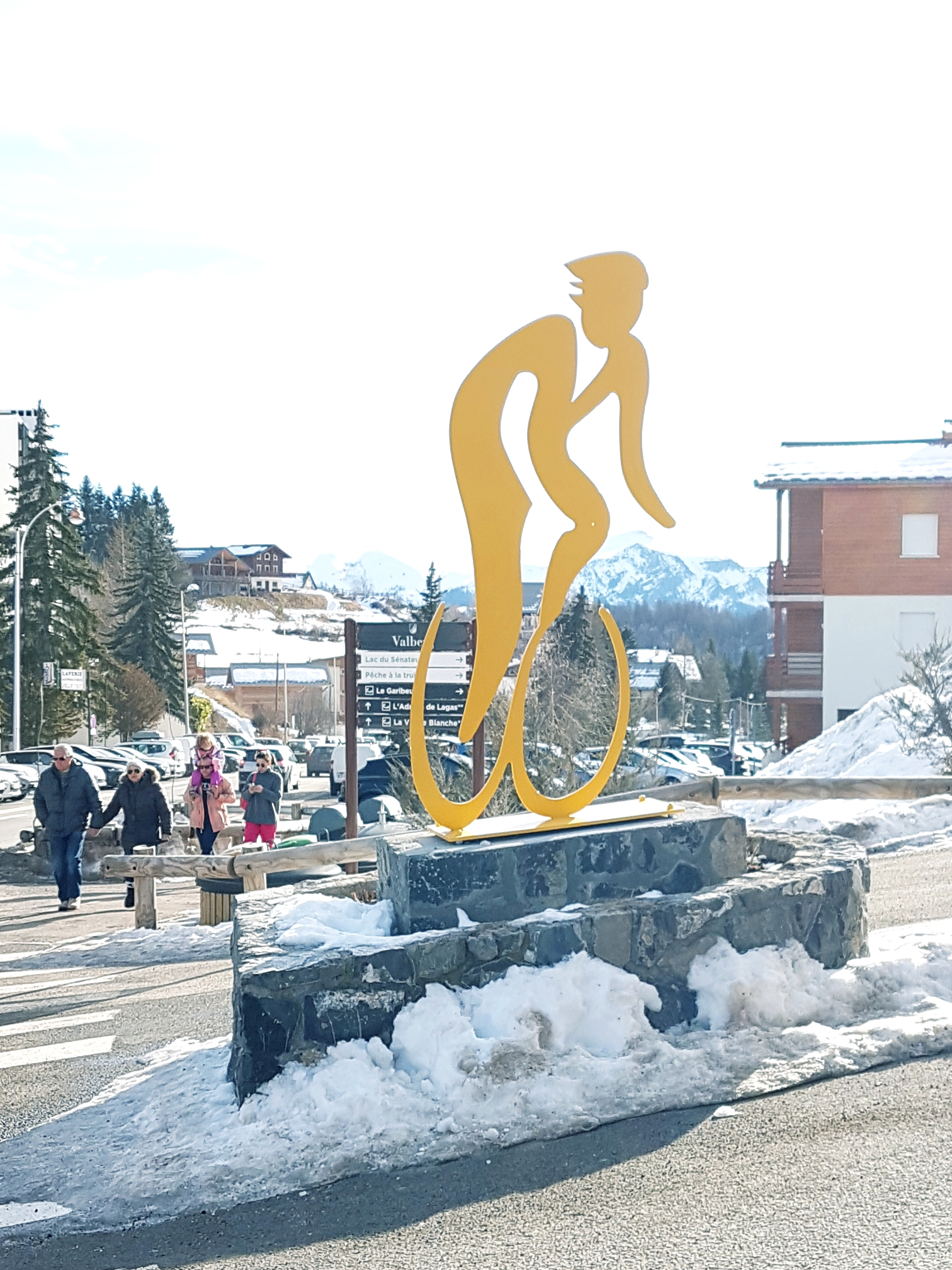
Sculpture représentative de la septième étape du Paris-Nice 1999

### VTT
Les championnats de France de VTT 2021 de descente se sont déroulés en juillet 2021.

## Panoramas de la station
À l'ouest et au nord-ouest de la station se dresse une barrière montagneuse - longue de quelque 30 kilomètres et de direction Nord-Sud - appelée « massif du Pelat » ou « chaîne Pelat-Frema-Grand Coyer ». Cette barrière montagneuse est coupée en deux éléments distincts par l'échancrure du col des Champs (2 045 mètres) qui, large de près de 3 kilomètres,  permet d'apercevoir au loin le massif des Trois-Évêchés (2 819 mètres). L'élément septentrional s'élève vers le nord de la tête de l'Encombrette (2 682 mètres) jusqu'au mont Pelat (3 050 mètres) et au Cimet (3 020 mètres). Le mont Pelat – qui en est le sommet culminant avec ses (3 050 mètres) d'altitude – est situé à 26 km du centre de la station. Quant à l'élément méridional - qui s'allonge sur 15 kilomètres vers le sud à partir du col des Champs - il aligne notamment et successivement le sommet de la Frema (2 747 mètres), les aiguilles de Pelens (2 523 mètres), le grand Coyer (2 693 mètres) et le mont Saint-Honorat (2 517 mètres). Mont Saint-Honorat situé lui à seulement 13 km du centre de la station de Valberg.  Station qui est séparée de cette barrière montagneuse par les Gorges de Daluis puis, de Guillaumes jusqu'au col de la Cayolle, par la haute vallée du Var (comprenant le val des Entraunes). La station se trouvant sur les marges sud-est de cette haute vallée du Var.
Au nord de la station se dresse la barrière montagneuse - longue aussi de quelque 30 kimomètres et de direction Nord-Ouest-Sud-Est - qui est ou bien individualisée comme « chaîne Côte-de-l'Âne-Mont-Mounier » ou bien intégrée au massif franco-italien du Mercantour-Argentera. Cette barrière montagneuse, partant de fait du mont Pelat, aligne notamment et successivement (dans l'ordre de la photographie) la Roche-Grande (2 753 m), la cime de Pal (2 818 m), les sommets du cirque de Sanguinière à l'est du col de la Cayolle (2 326 m) avec la pointe de la côte de l'Âne (2 916 m) cachée par la cime de Pal et jouxtant le Fort-Carra (2 880 m), le Bolofré (2 829 m, le mont Rougnous (2 673 m, l'échancrure du col de Crous par laquelle on aperçoit au loin le mont Riounet 2 537 m et la cime du Chavalet 2 452 m deux des sommets sud-est de la station d'Auron, la cime Nègre (2 553 m) et le mont Mounier (2 817 m). Mont Mounier qui est situé à 6 kilomètres seulement du centre de la station. Valberg est séparée de cette barrière montagneuse - pour l'essentiel et jusqu'au col de la Cayolle (2 326 m) - par la partie orientale de la haute vallée du Var constituée des affluents de rive est du Var (fleuve) et notamment ici du Tuébi avec le vallon de l'Aygue-Blanche qui prend ses sources sous les barres de calcaire du Tithonien du mont Mounier.
Au nord-est de la station se dresse la partie centrale - longue ici de quelque 33 km - de la barrière montagneuse du massif franco-italien du Mercantour-Argentera. Cette partie centrale aligne notamment la Maladecia (2 745 m) et le mont Malinvern (2 938 m) qui encadrent, in situ, le col de la Lombarde (2 350 m) dominant la station d'Isola 2000. Se succèdent ensuite la cime sud de l'Argentera qui en est le point culminant avec ses 3 297 m, la cime du Mercantour (2 772 m) et la cime du Gélas (3 140 m) précédant la cime de la Malédie (3 059 m) et le mont Clapier (3 045 m) non mentionnés sur le panorama. Le centre de la station est éloigné de 23 km du mont Malinvern, de 30 km de la cime sud de l'Argentera et de 37 km de la cime du Gélas. Valberg est séparé de cette barrière montagneuse d'abord par la partie orientale du chaînon du mont Mounier (2 817 m) et la haute vallée du Cians puis par la profonde entaille de la vallée de la Tinée avec son vallon de Molières.

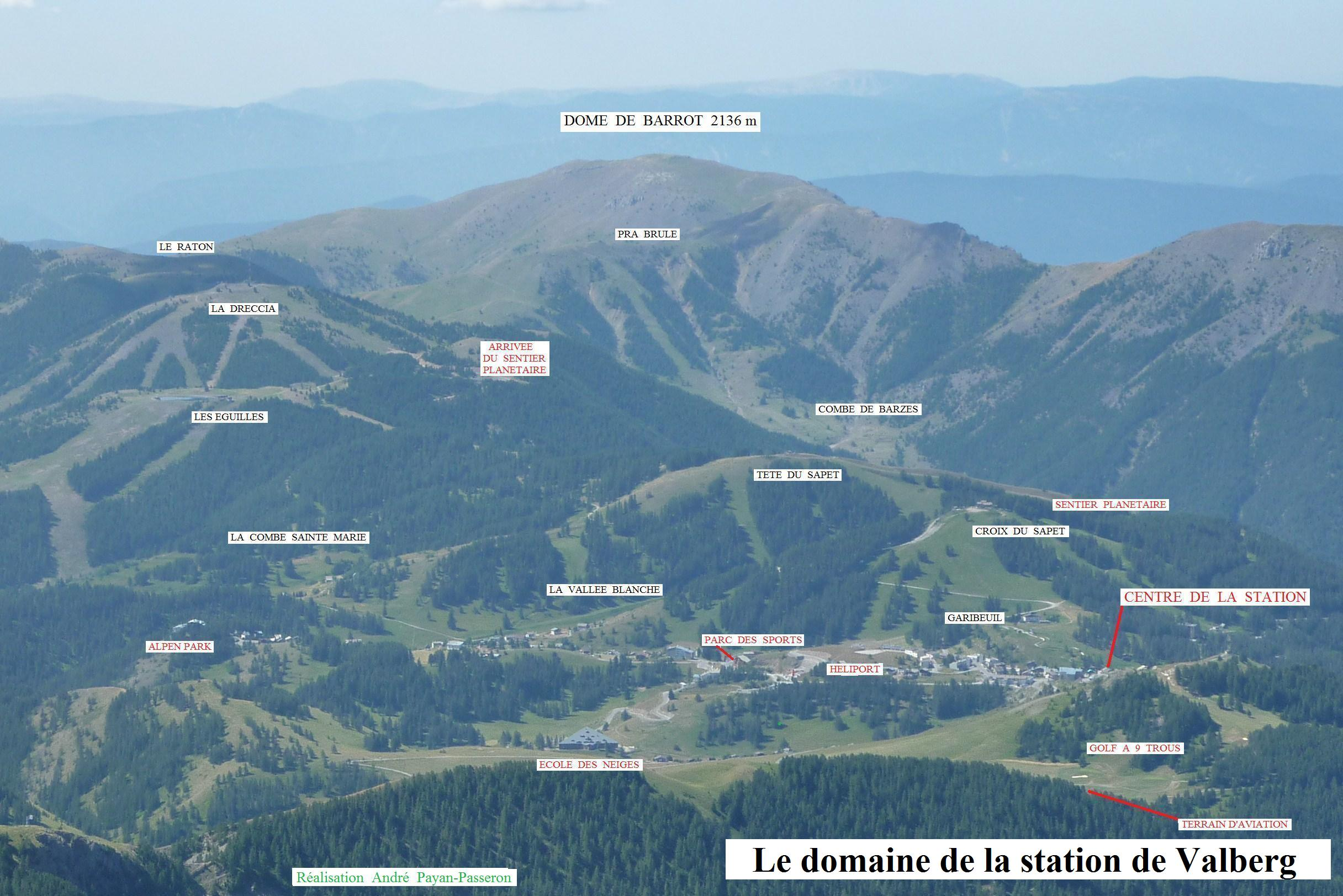
Panorama légendé de la station de Valberg vu du sud du sentier du mont Mounier.
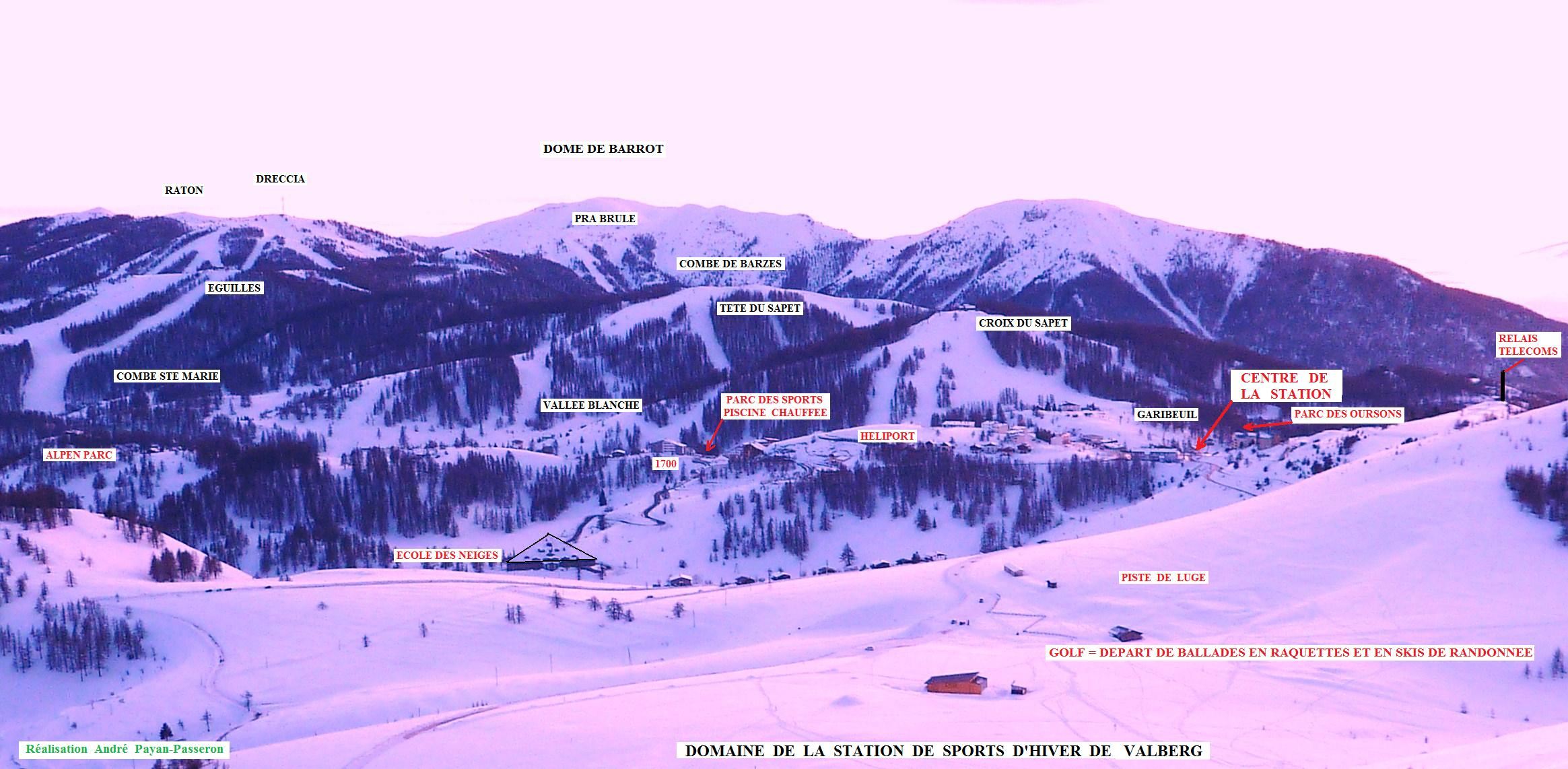
Panorama légendé de la station de Valberg vu du sud de la Crête-de-la-Maure (1942 m).
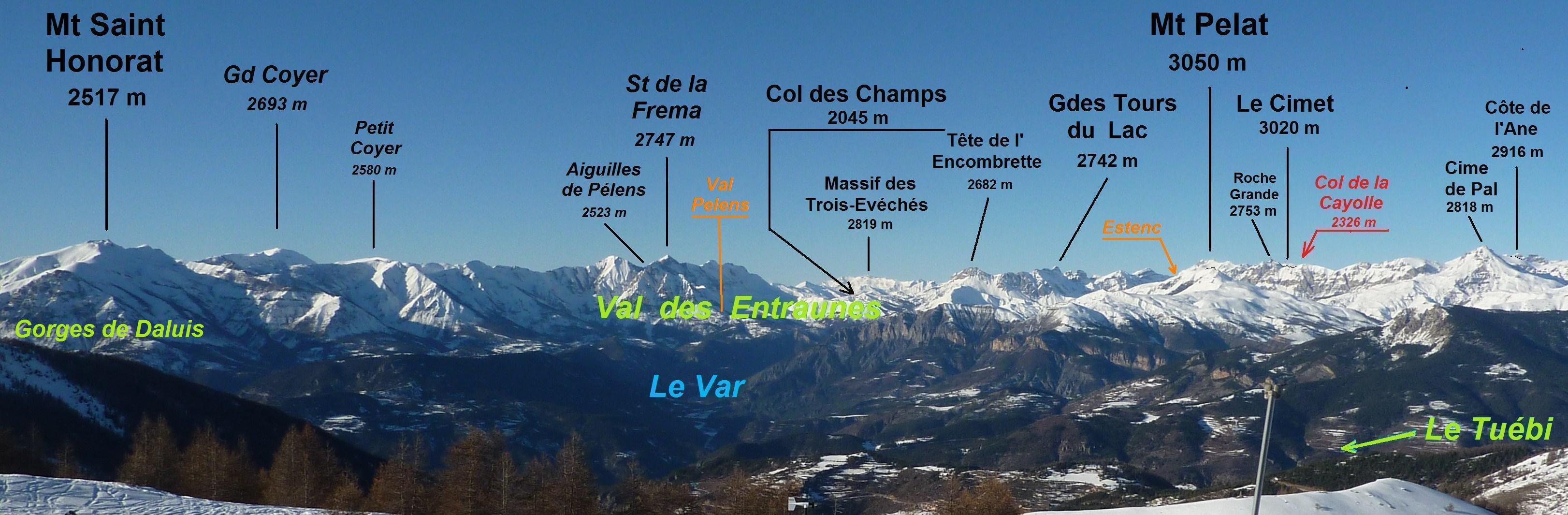
Panorama légendé - au nord-ouest de la station - sur le Haut-Var (avec le Val des Entraunes) et le massif du Pelat à partir des pistes de ski de la Dreccia (2011 m).
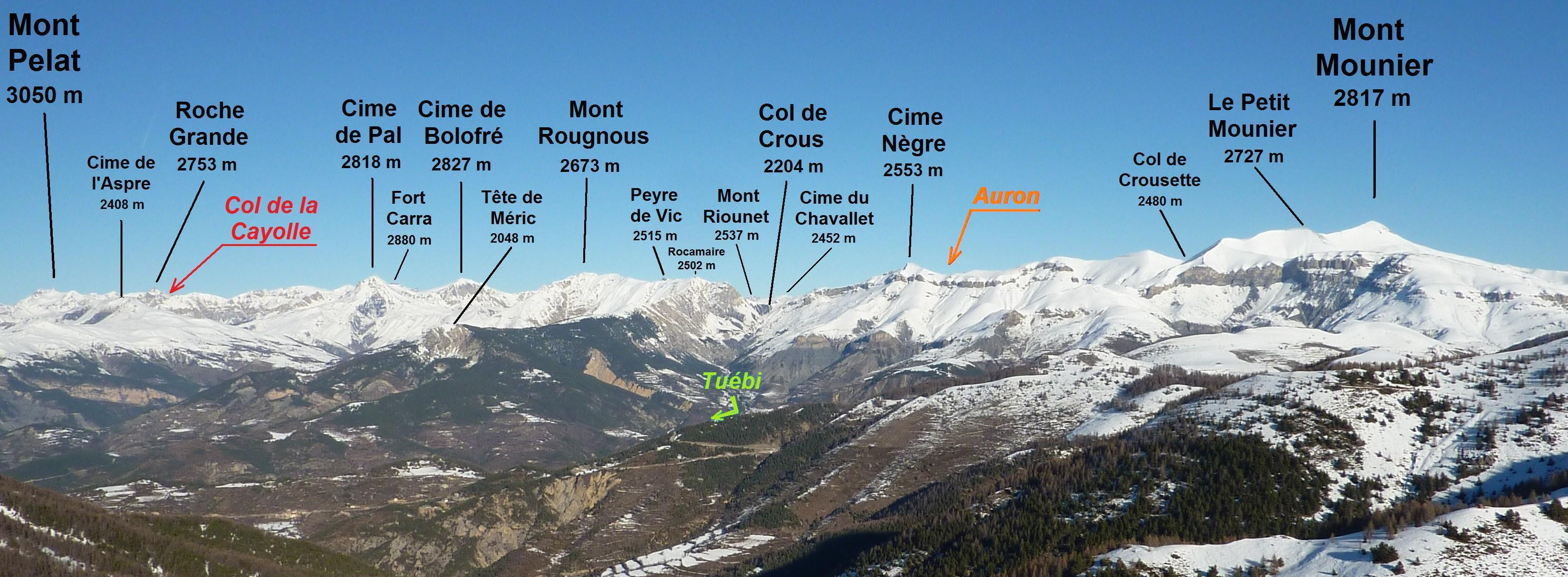
Panorama légendé - au nord de la station - de la chaîne du mont Pelat (3 050 m) au mont Mounier (2 817 m) des pistes de ski de Pra-Brûlé (1 970 m).
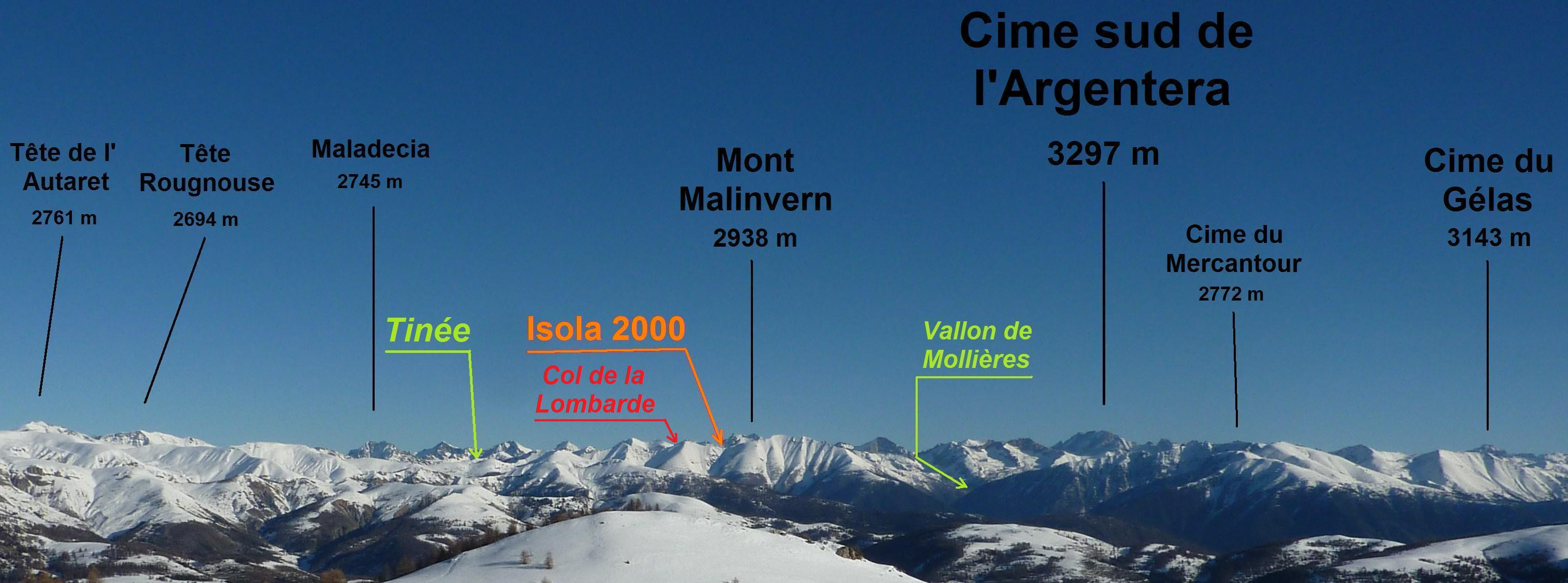
Panorama légendé - au nord-est de la station - de la partie centrale du massif franco-italien du Mercantour-Argentera depuis les pistes de ski du Raton (2027 m).

## Gastronomie
La confiture de gratte-culs est une spécialité locale élaborée à partir de cynorhodons, les fruits de l'églantier. Nourriture hivernale de la faune locale (cervidés, renards), les cynorhodons sont récoltés au début de l'hiver après les premiers gels, lorsque le fruit est bien rouge et juteux. Comme dans de nombreux villages des Alpes, on retrouve à Valberg la liqueur de mélèze et de génépi (cueilli sur les flancs des falaises du mont Mounier).

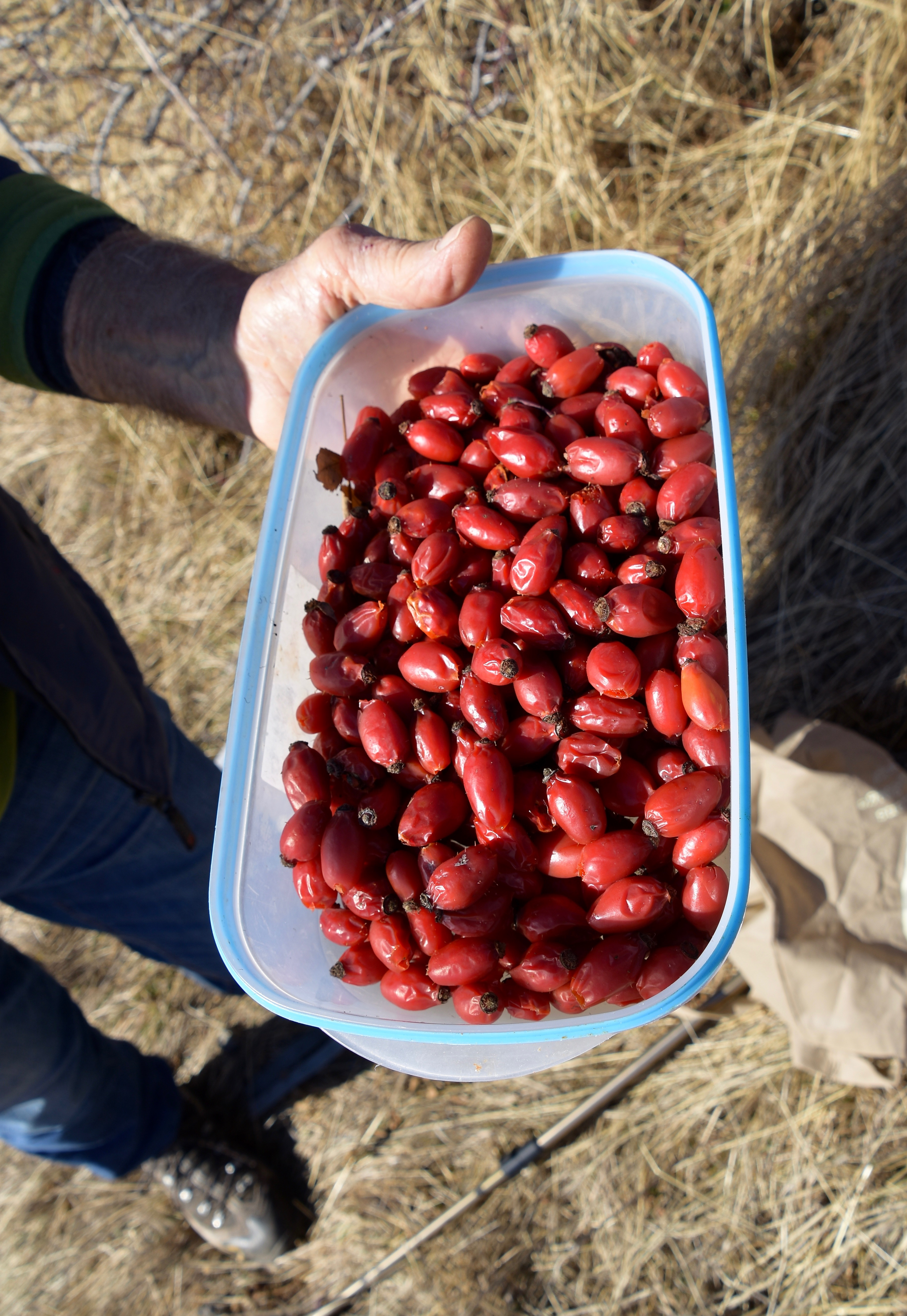
Récolte de gratte-culs.
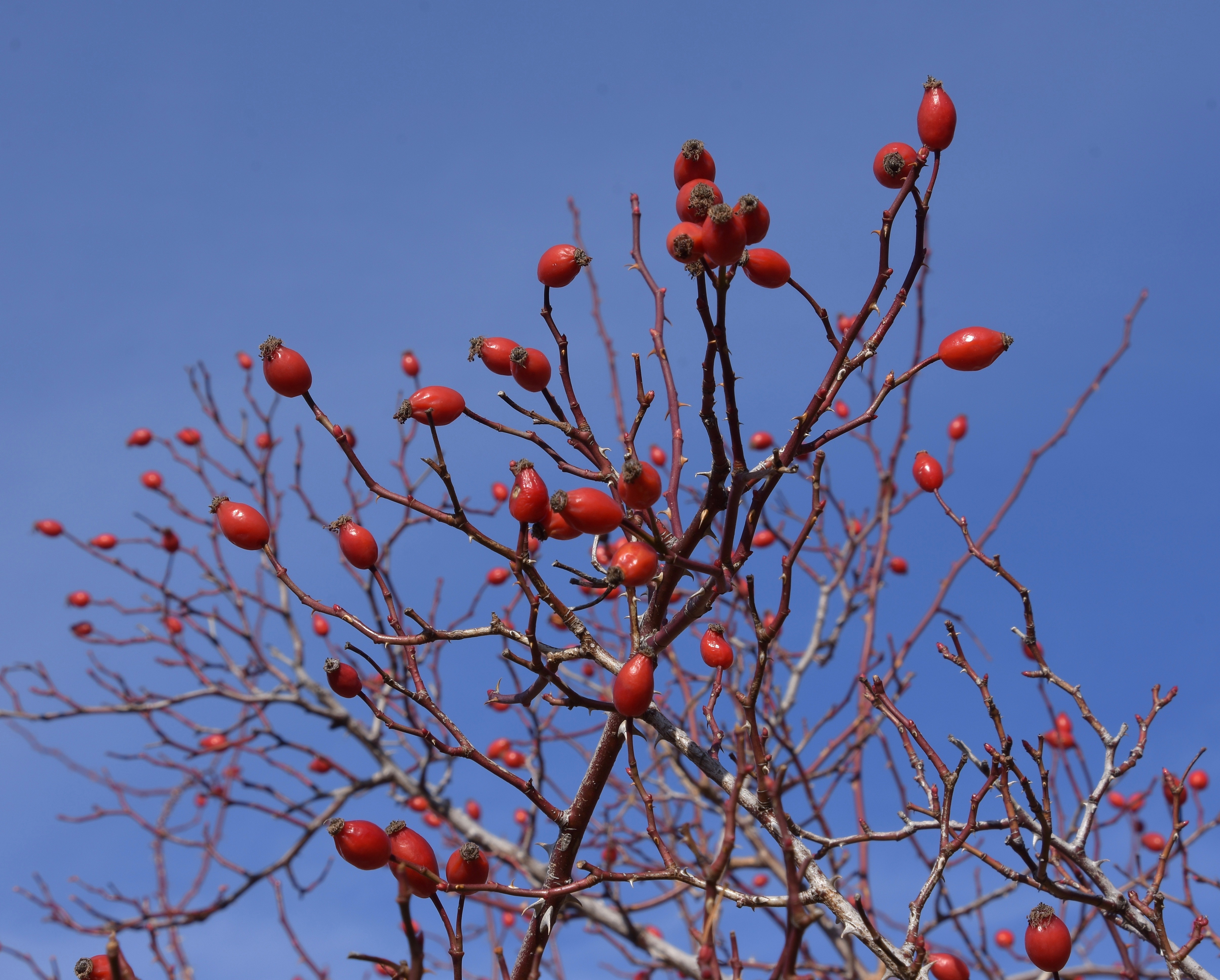
Cynorhodons.
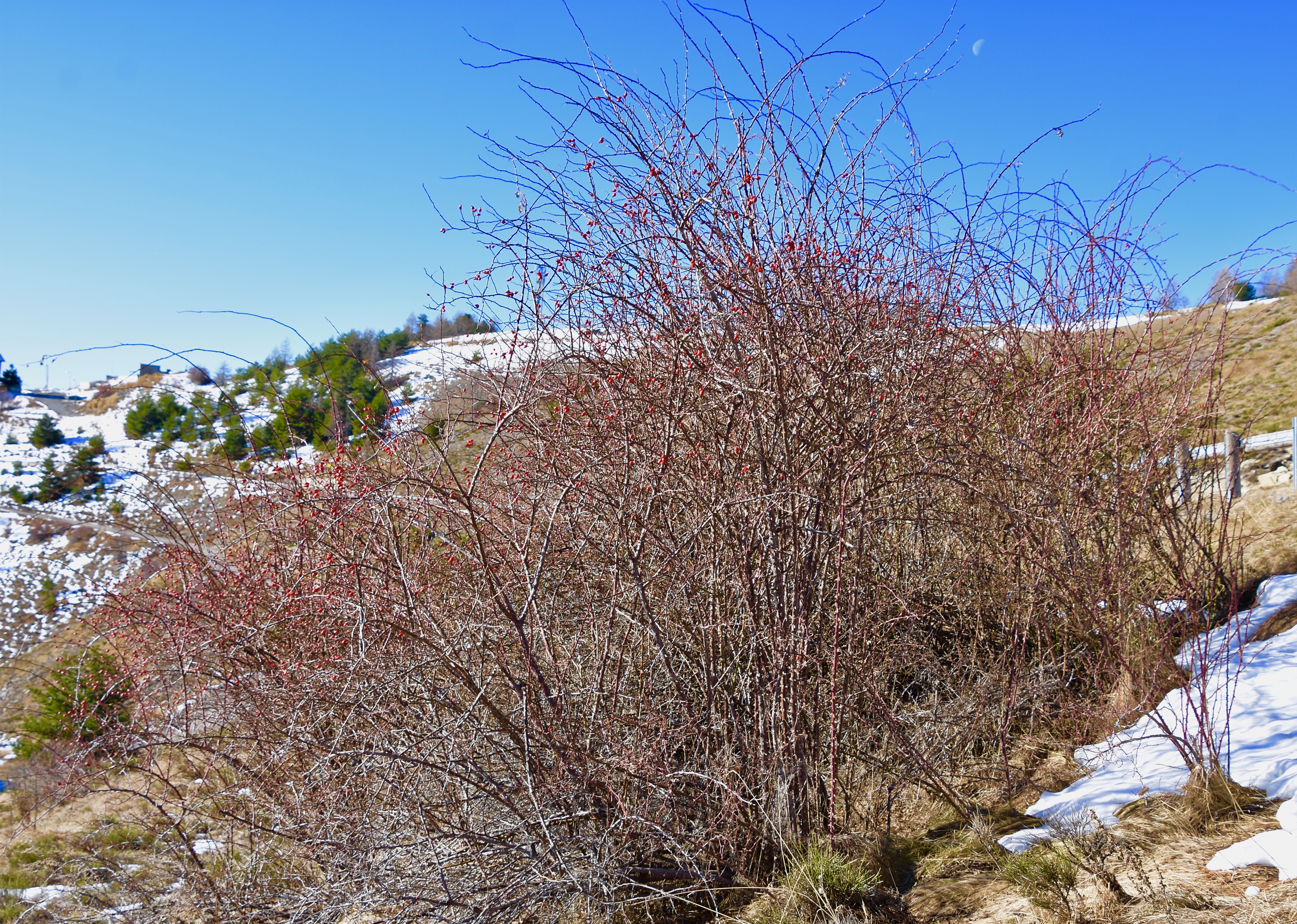
Eglantier du plateau des Huerris.

## Galerie

### Autres photographies

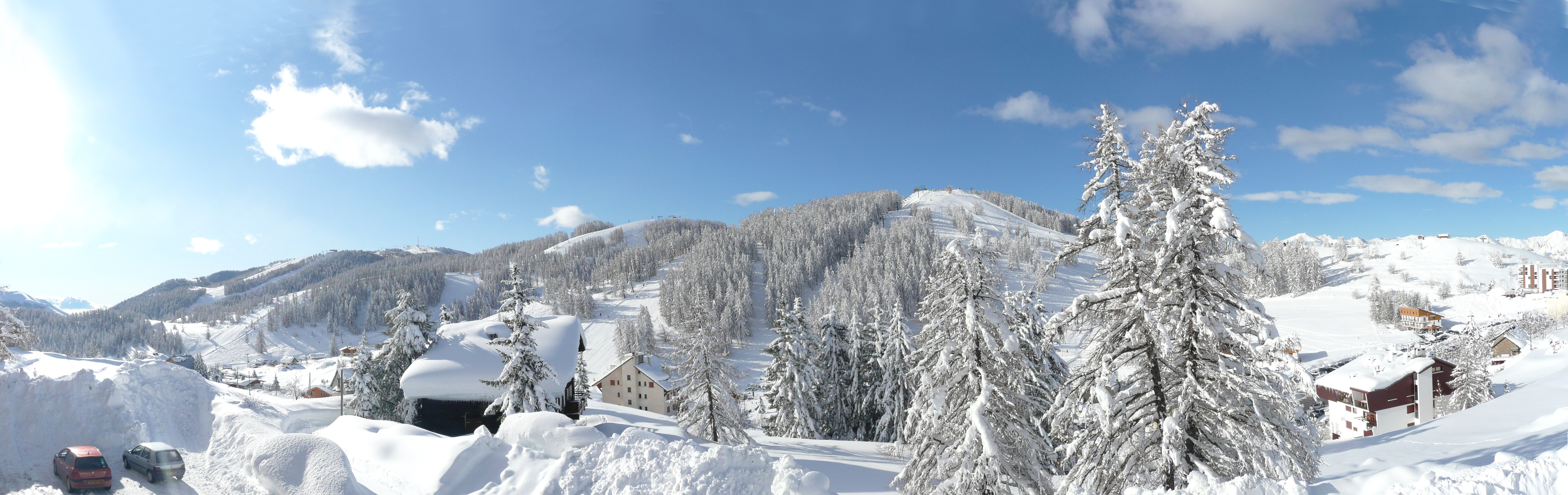
Valberg en février 2009

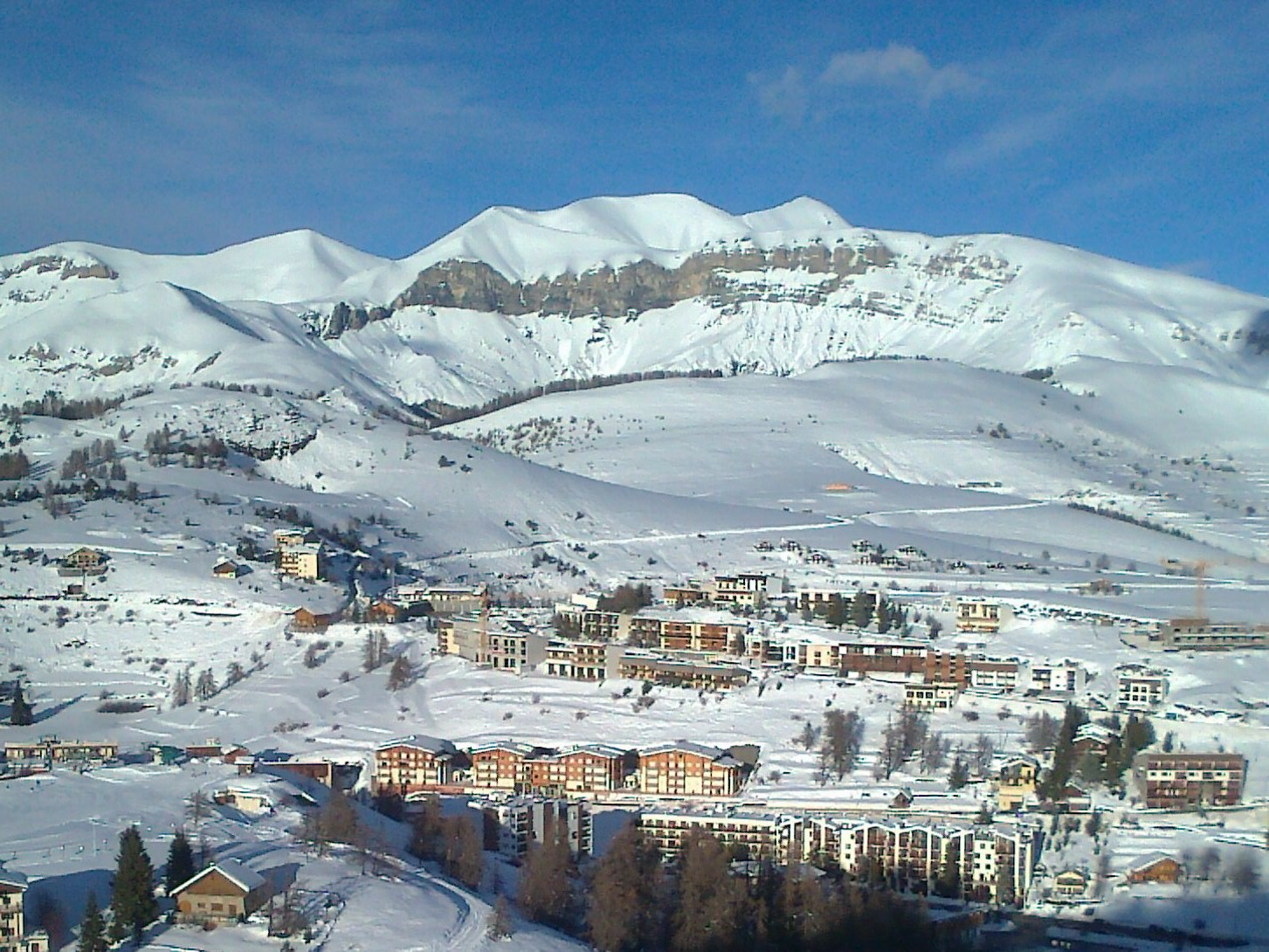
Vue du sud-ouest avec le massif du Mont-Mounier (2 817 mètres)
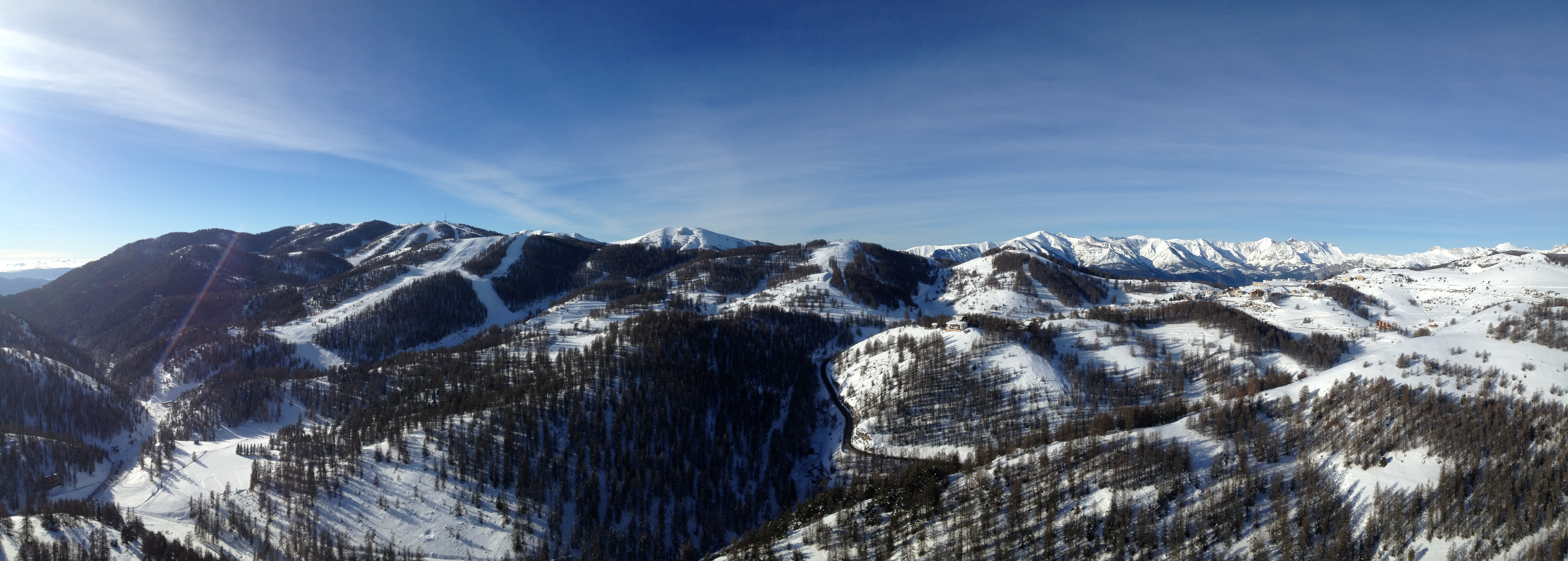
Pistes de Valberg vue depuis une montgolfière

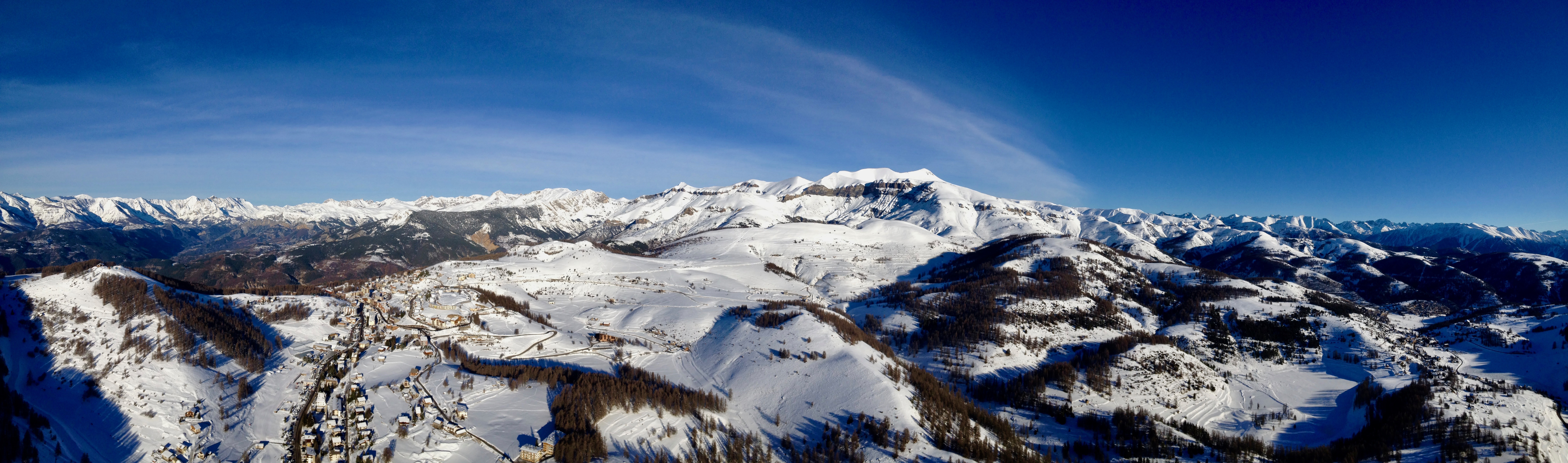
Panorama du mont Mounier en hiver vu depuis une Montgolfière

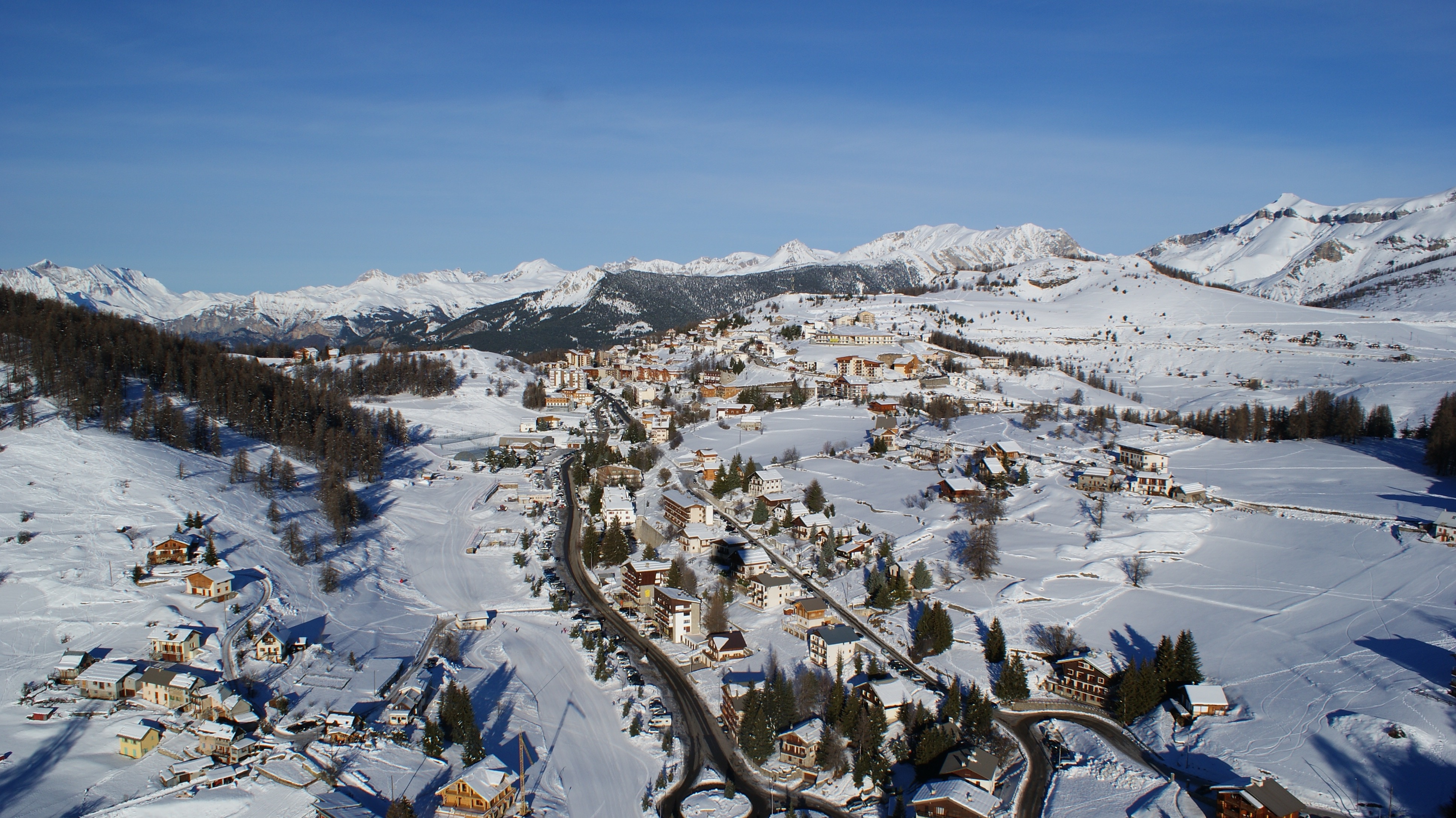
Valberg en hiver vue depuis une montgolfière
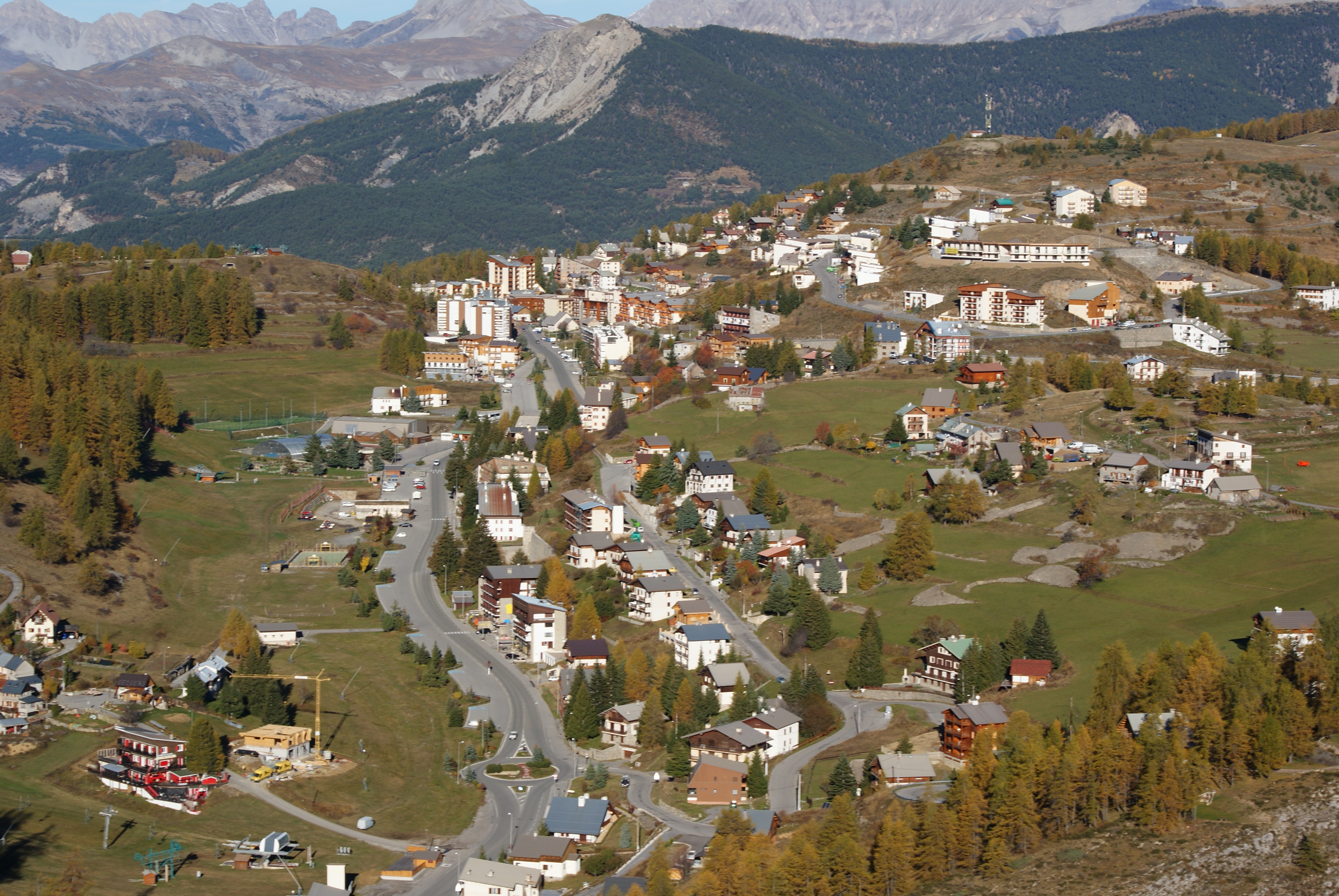
Valberg vue depuis une montgolfière en autonome

### Identités visuelles
Historiquement dans les identités visuelles de Valberg, apparait dans ses représentations un dragon. Celui-ci peut prendre la forme d'une chimère d'or comme dans les armoiries de Valberg-Péone. Le Dragon est présent sur de nombreux écussons à coudre, mais aussi sur les logos des panneaux de signalisation de la ville, sur quelques bâtiments et sur le cadran solaire de l'église Notre Dame des Neiges.

Logo antérieur
Logo depuis 2012
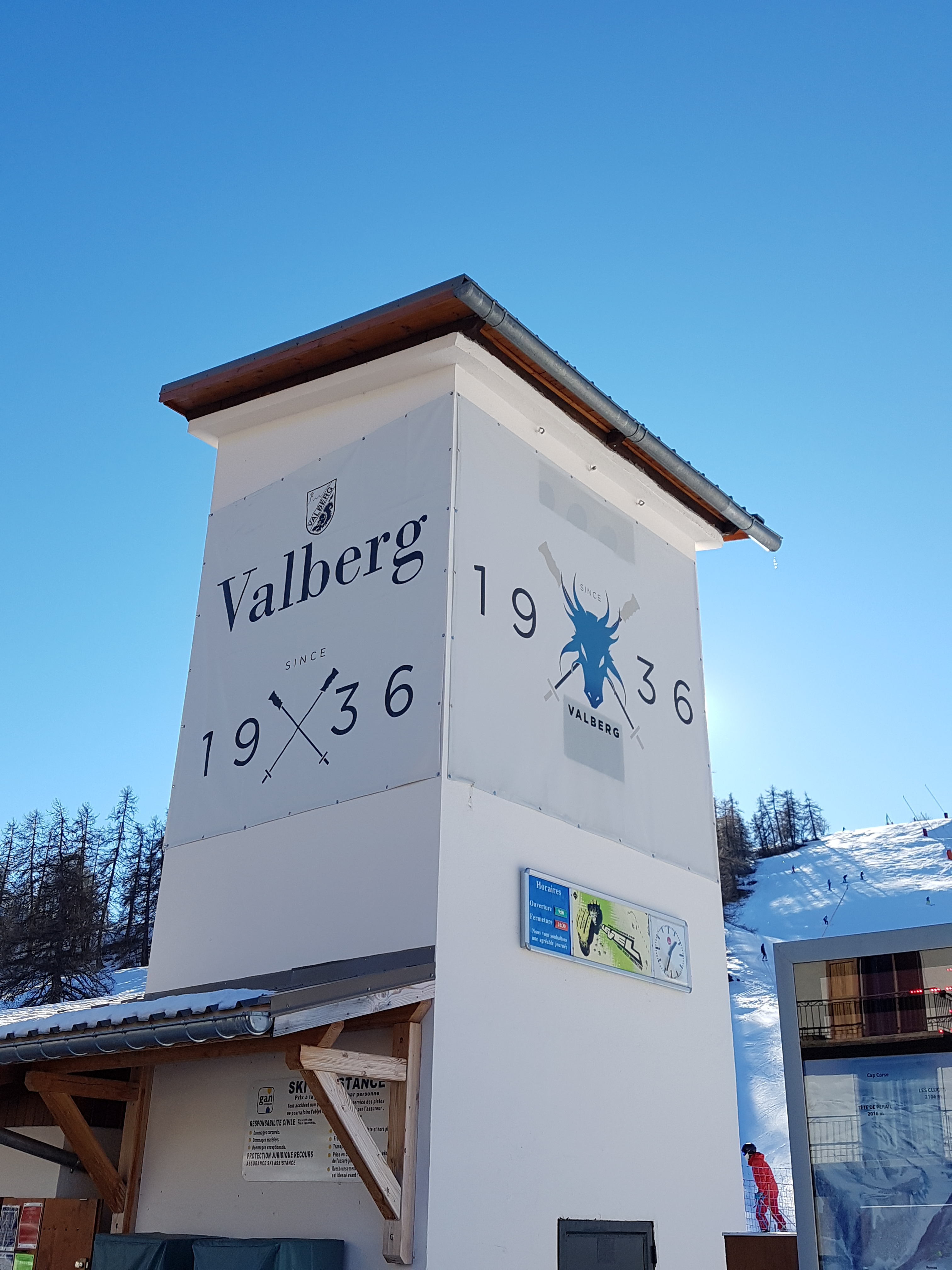
Logo pour les 80 ans de Valberg
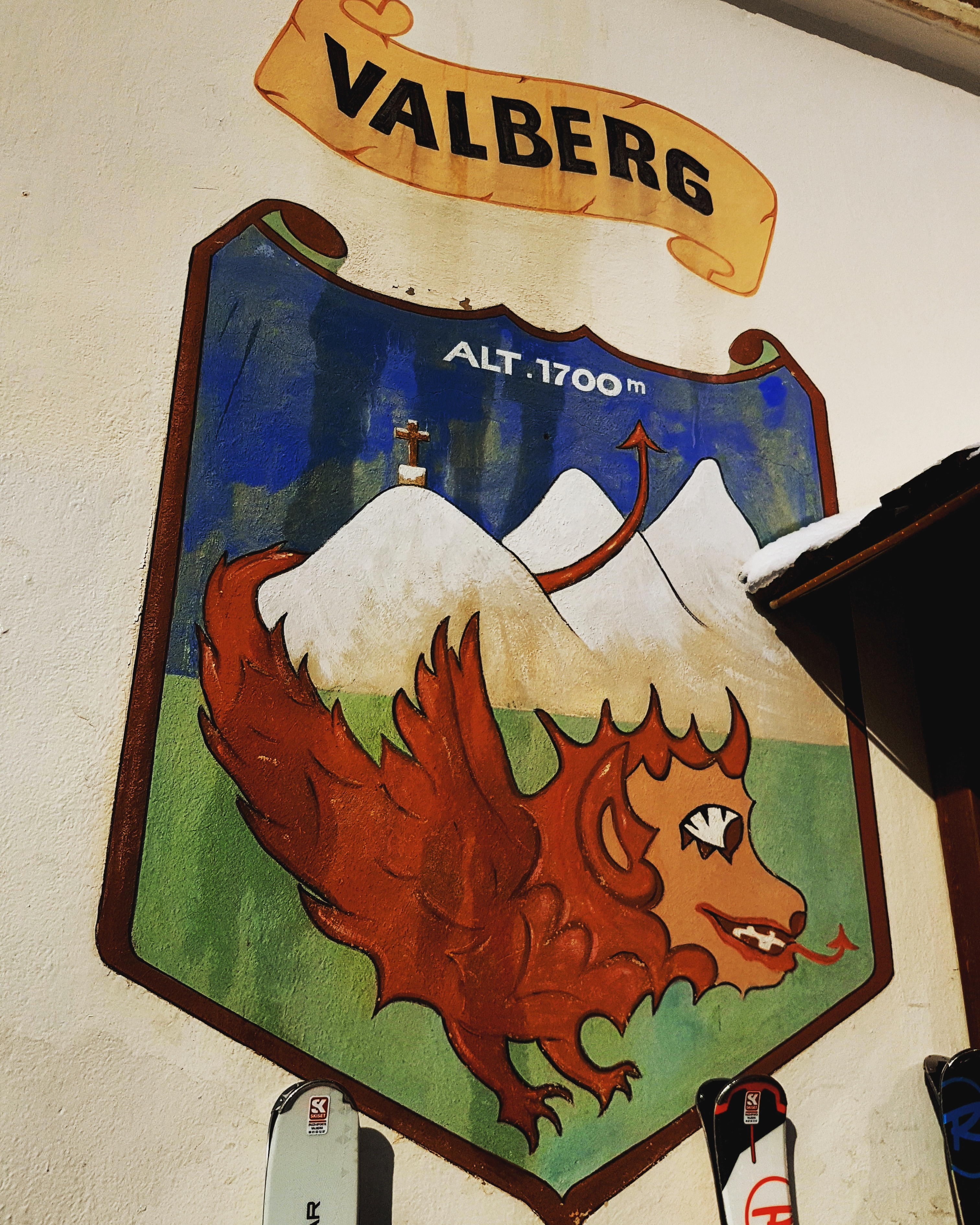
Visuel sur le Bar du Sapet jusqu' en 2018
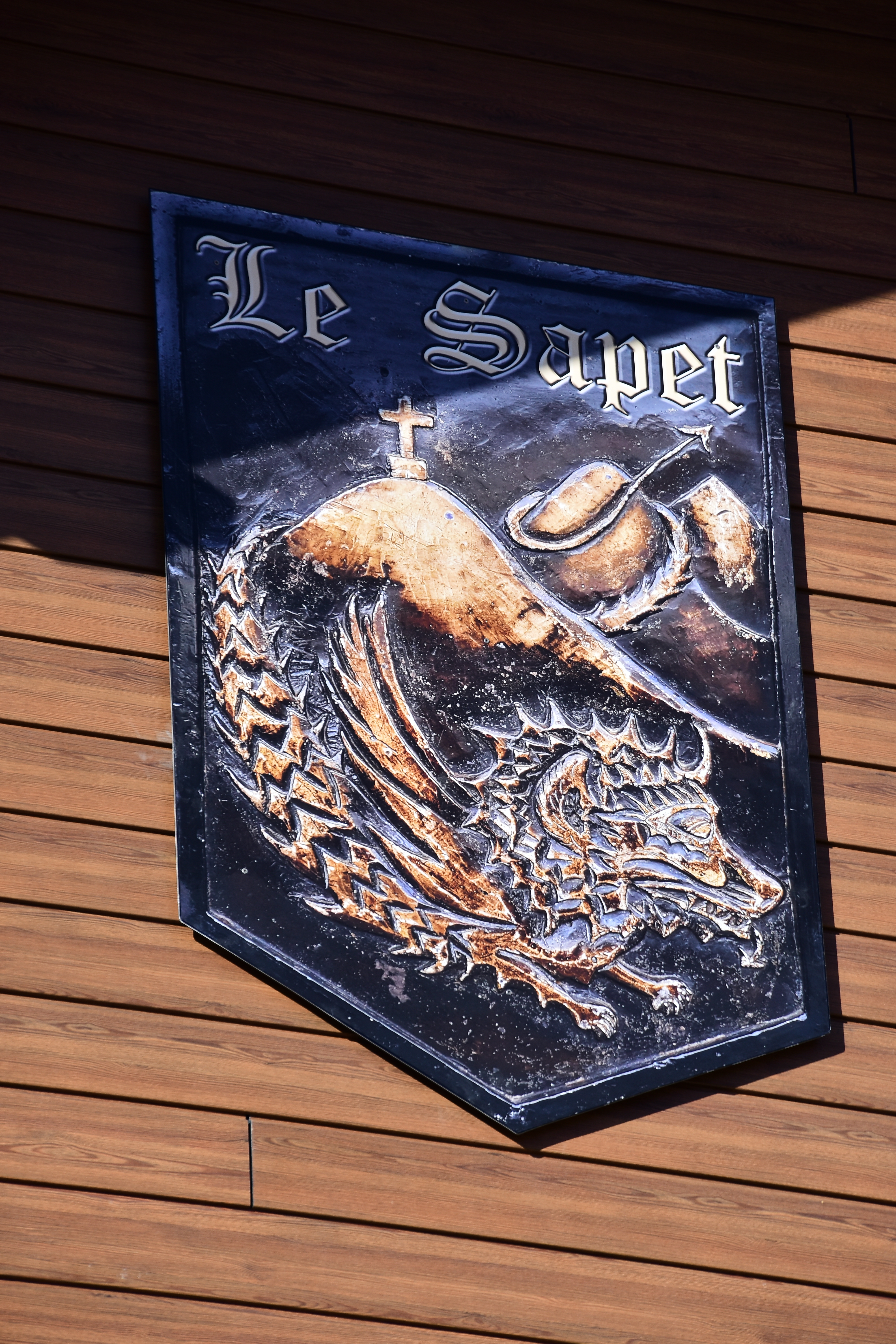
Visuel sur le Bar du Sapet à partir de 2019
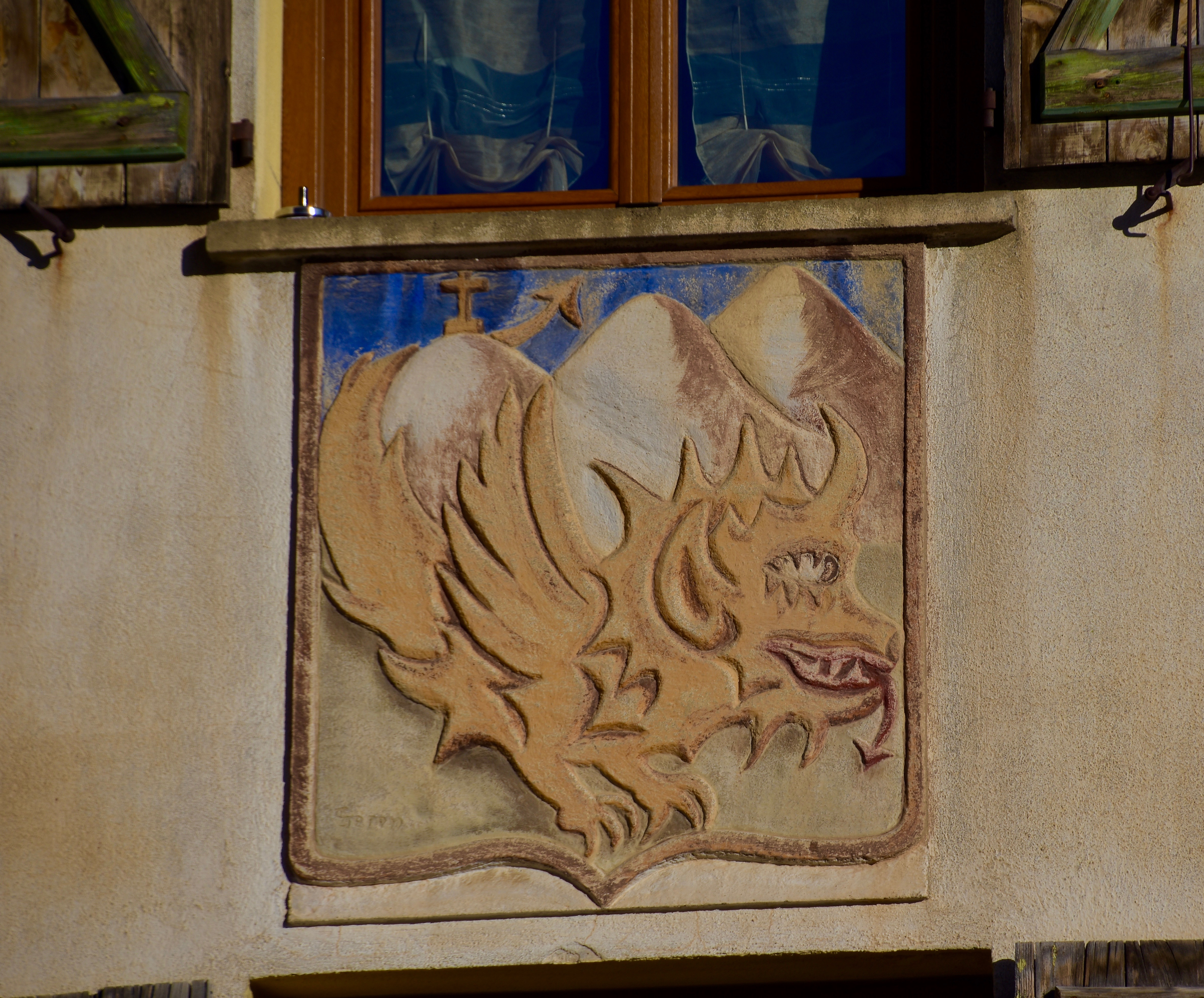
Logo Valberg sur le Bâtiment de la Croix du Sapet
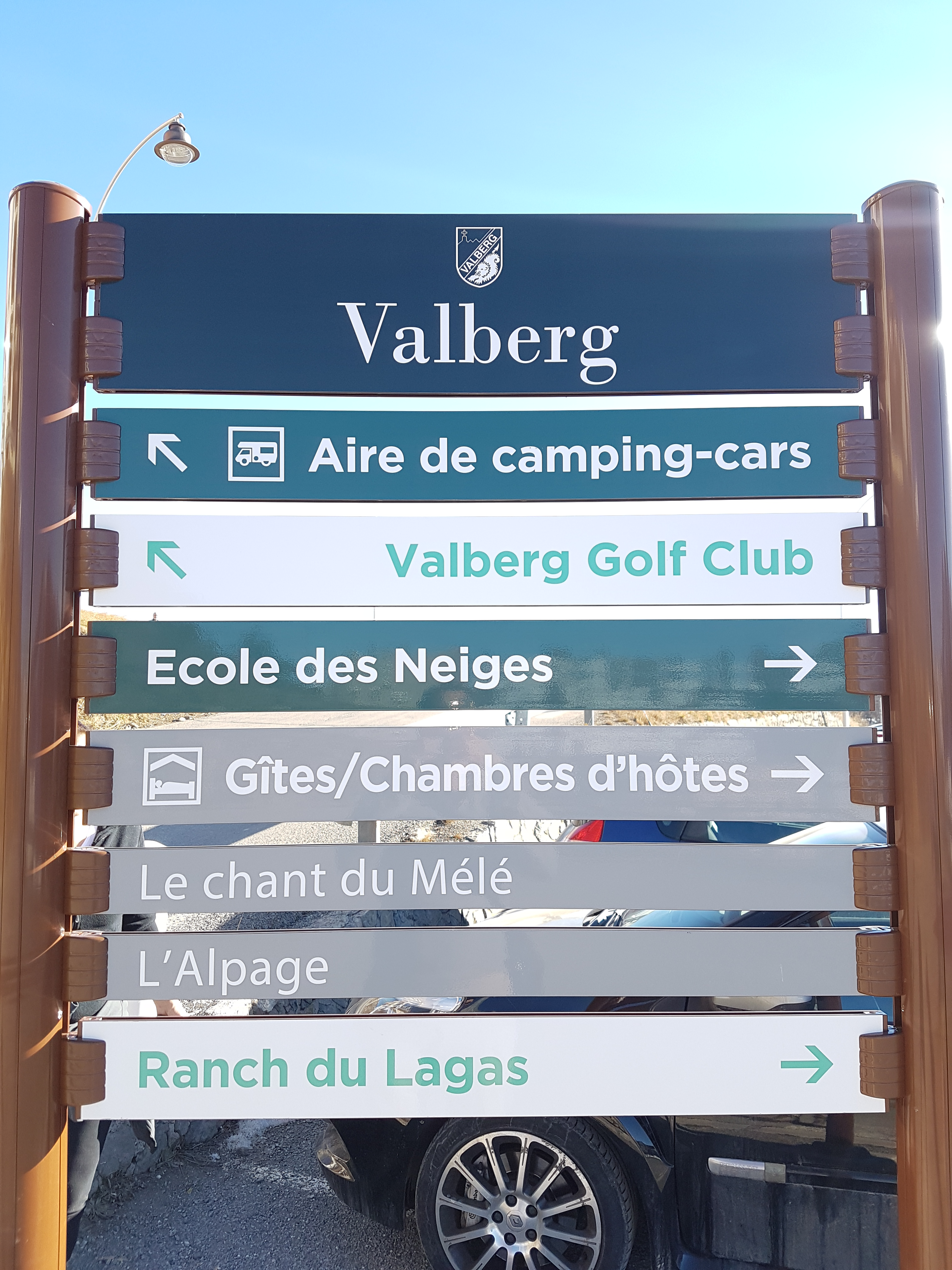
Panneau de signalisation d'informations montrant le dragon en son logo
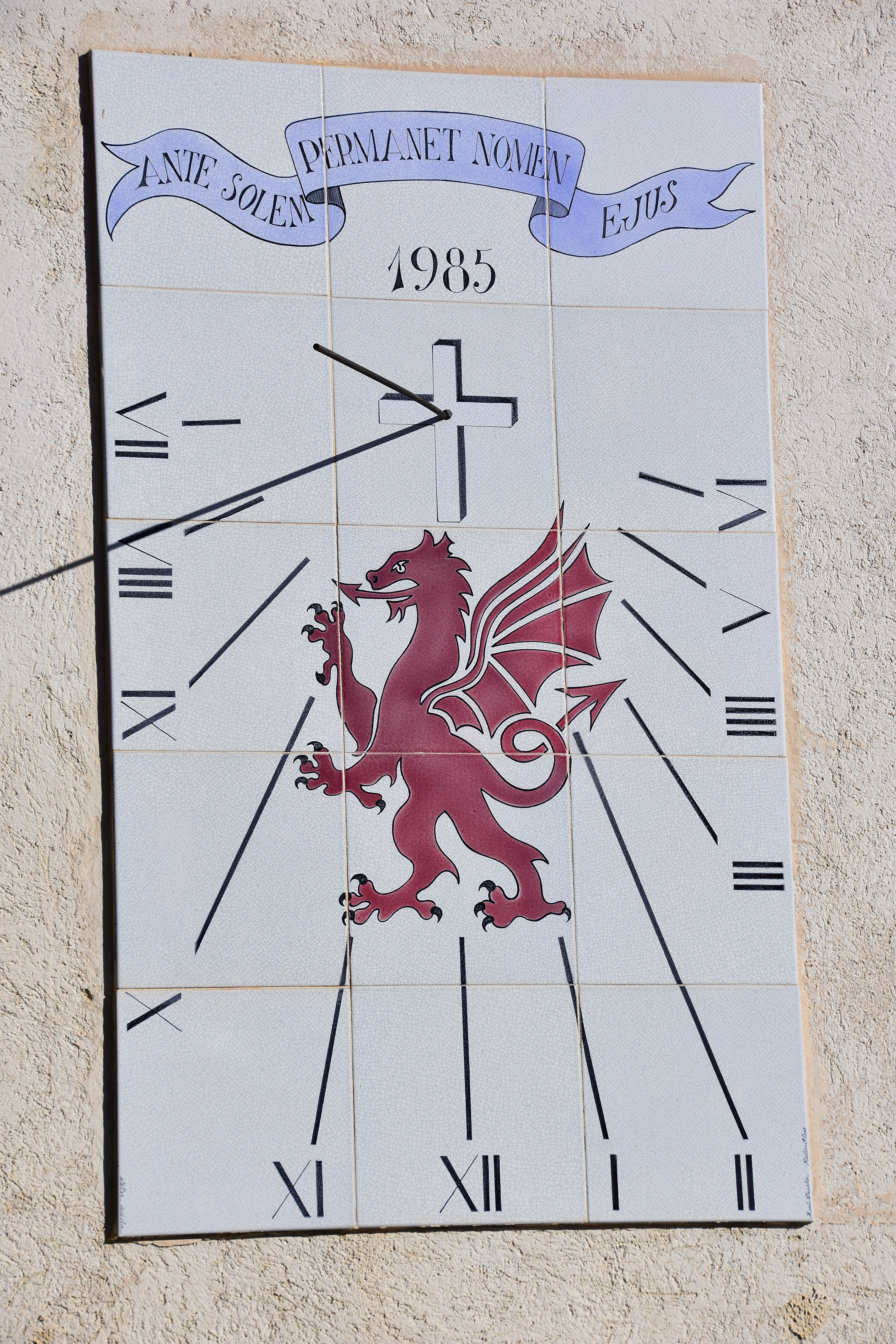
Cadran solaire de valberg

## Récompenses
La station a été plusieurs fois récompensée :
- Label Famille Plus[10],
- Village étoilé par l'ANPCEN (1 étoile)[11],
- En 2010, la station de Valberg intègre le Top 50 des stations de ski françaises de L'Équipe magazine. En fonction des 20 critères utilisés, la station de Valberg y est classée au 35e rang des stations françaises de ski à égalité en nombre de points avec Avoriaz et Vars[12].
- Valberg monte à la 31e place de ce même classement en 2013[13].
- Label Flocon Vert en 2018

### Cartographie
- Carte de randonnée n° 3640 OT du « Haut Cians - Valberg », échelle 1/25 000, éditée par l'IGN.
- Carte-guide n°5 « Haute vallée du Var - canton de Guillaumes », échelle 1/25 000, éditée par l'IGN.
- Carte « Alpes de Provence - Tinée-Ubaye », échelle 1/50 000, éditée par l'IGN et les Éditions Didier et Richard, Grenoble, 1973.
- Carte TOP 75 n°75010 « Mercantour », échelle 1/75 000 pour l'ensemble du parc du Mercantour et du secteur alpin des Alpes-Maritimes et 1/25 000 pour les sections particulières 1) du col de Pouriac, 2) du mont Pétoumier, 3) de la vallée des Merveilles, 4) du mont Pelat et 5) des Cluots, carte éditée par l'IGN, Paris, 2011.
- Carte TOP 100 n°165 « Nice-Draguignan », échelle 1/100 000, éditée par l'IGN, Paris, 2008.
- Carte n° 341 « Alpes Maritimes », échelle 1/150 000, éditée par Cartes et guides Michelin, Paris.
- Les 60 cartes légendées contenues dans le guide « Rando Haut Pays » édité par le conseil général des Alpes-Maritimes, Nice, 2000, 84 p.
- Carte géologique détaillée de la France : feuille XXXVI-40 de St Étienne de Tinée, échelle 1/50 000, éditée par le BRGM, 1970.
- Carte géologique détaillée de la France : feuille XXXVI-41 de Puget-Théniers, échelle 1/50 000, éditée par le Service de la carte géologique de France, Paris.
- Carte géologique détaillée de la France : feuille XXXV-40 d'Allos, échelle 1/50 000, éditée par le Service de la carte géologique de France, Paris.